# Втрати силових структур внаслідок російського вторгнення в Україну (листопад 2023)
У статті наведено список втрат українських військовослужбовців у російсько-українській війні за листопад 2023 року (включно).

## Список загиблих за листопад 2023 року
| №               | Світлина Емблема | Прізвище, ім'я, по-батькові                  | Про особу | Дата смерті       | Обставини смерті |
| --------------- | ---------------- | -------------------------------------------- | --- | ----------------- | --- |
| 1 листопада     |                  |                                              | |                   | |
| 14568           |                  | Завада Микола                                | сержант, військовослужбовець 831-ї бригади тактичної авіації Повітряних сил ЗСУ | 1 листопада 2023  | Загинув під час виконання бойового завдання |
| 14569           |                  | Павло Гасичак                                | 1993, військовослужбовець ЗСУ (підрозділ не встановлений) | 1 листопада 2023  | Загинув під час виконання бойового завдання |
| 14570           |                  | Куклінський Денис Русланович                 | 9 жовтня 1994, м. Вінниця. Навчався у 35 школі, потім — у Вінницькому кооперативному коледжі. Працював у фармацевтичній компанії. Мав дружину та сина.Коли почалася війна, пішов до військомату. Служив у 59-тій окремій мотопіхотній бригаді імені Якова Гандзюка. | 1 листопада 2023  | Серце воїна зупинилося за трагічних обставин 1 листопада цього року . |
| 14571           |                  | Рудаков Микола                               | Воїн народився 25 листопада 1991 року у населеному пункті Суворове Одеської області. | 1 листопада 2023  | Останній бій захисник нашої держави прийняв 1 листопада на Херсонщині. |
| 14573           |                  | Потьомкін Андрій                             | 41 рік, с. Чабанове Піщанської селищної ради. Служив бойовим медиком взводу 1-го механізованого взводу 6-ї механізованої роти 2-го механізованого батальйону. | 1 листопада 2023  | Загинув біля с. Кліщіївка Бахмутського району Донецької області, під час мінометного обстрілу |
| 14574           |                  | Оврашко Сергій                               | м. Долинська | 1 листопада 2023  | Загинув під час виконання бойового завдання |
| 14575           |                  | Дудник Віталій Валерійович                   | 26 жовтня 1993. Сержант поліції. У 2016 році закінчив Дніпровський державний технічний університет. Упродовж 2016-2017 років проходив строкову військову службу. Тривалий час працював у службі судової охорони м.Дніпро. З квітня цього року брав участь у бойових діях із забезпечення національної безпеки, оборони, відсічі і стримування збройної агресії російської федерації. | 1 листопада 2023  | Загинув поблизу населеного пункту Курдюмівка на Донеччині, боронячи незалежну Україну |
|                 |                  | Маркевич Іван Михайлович                     | 1994, с. Білилівка. Сержант. Навідник 3 розвідувального відділення 2 розвідувального взводу розвідувальної роти військової частини А 4699 | 1 листопада 2023  | Загинув у районі населеного пункту Степове Покровського району Донецької області під час виконання поставленого бойового завдання . |
| 2 листопада     |                  |                                              | |                   | |
|                 |                  | Гриник Василь                                | Мешканець Червоноградського району. Із початком повномасштабного російського вторгнення чоловік став на захист України. Проходив військову службу в частині А0224 | 2 листопада 2023  | Загинув у боях на Донеччині. Похорон відбувся 9 листопада в Червонограді |
|                 |                  | Метла Микола                                 | 1978, с. Дорогобуж Бабинської громади, служив сапером. | 2 листопада 2023  | Він загинув внаслідок обстрілу військами РФ під час виконання бойового завдання. Це сталося 2 листопада в Харківській області. Прощання із загиблим сапером відбулося 5 листопада у селі Дорогобуж. Похований на місцевому кладовищі. |
|                 |                  | Стасів Володимир Володимирович               | 21 липня 1985, с. Лужки. Був призваний 10.03.2023 року на військову службу. З 02.11.2023 року рахувався зниклим безвісти. | 2 листопада 2023  | Загинув при виконанні бойового завдання біля населеного пункту Андріївка Бахмутського району, Донецької області. |
|                 |                  | Нагорний Олександр Володимирович             | 23.07.1980, м. Біла Церква. З перших днів повномасштабної війни пішов до лав ТРО Білоцерківської громади. До служби неодноразову брав участь у волонтерській діяльності, їздив на Херсонщину розбирати завали спричиненні окупантами. Стрілець-помічник гранатометника відділення морської піхоти 2-го батальйону морської піхоти військової частини А2802. | 2 листопада 2023  | Загинув в районі населеного пункту Кринки Херсонської області. Під час бойового завдання, зачистки окупованої території, попавши під обстріл ворожої артилерії, в пошуку укриття забіг в окоп в який прилетів снаряд і загинув від уламка . |
|                 |                  | Стасюк Федір                                 | 27 років, с. Кривиця Рівненської області. Закінчив Рівненський автотранспортний фаховий коледж. Працював у різних сферах. У травні 2022-го переведений до 1-го стрілецького батальйону 14-ої окремої механізованої бригади імені князя Романа Великого. Воював на Луганщині, Донеччині та Харківщині. | 2 листопада 2023  | Загинув під час виконання бойового завдання біля села Першотравневе, що на Харківщині. Похований в рідному селі. Залишилися батьки та брат . |
|                 |                  | Гавришов Максим Валерійович                  | Лиман, Донецька область. Служив у військовій частині А4832, 421 ОСБ, 33ОМБр. | 2 листопада 2023  | [ 14 ] |
| 3 листопада     |                  |                                              | |                   | |
| 14574           |                  | Мілютін Дмитро Станіславович                 | 43 роки, м. Виноградів. Капітан, командир артилерійського взводу, член виконавчого комітету Виноградівської міської ради. Був ветераном АТО/ООС, талановитим і професійним артилеристом та активним громадським діячем, який став на захист України ще в 2014 році. У 2015 році нагороджений орденом «За мужність» III ступеня | 3 листопада 2023  | Загинув внаслідок ракетного удару поблизу населеного пункту Зарічне Запорізької області при нагородженні бійців 128-ї бригади |
| 14575           |                  | Кузнєв Сергій Андрійович                     | 1975, м. Ужгород. Заступник командира батареї з морально-психологічного забезпечення 128-ї гірсько-штурмової бригади ЗСУ. Мешкав в Ужгороді понад 20 років. З 1998 до 2007 року проходив військову службу у лавах Збройних сил України в гірсько-піхотному батальйоні. Після звільнення в запас заснував власну справу, яку довелося закрити та поїхати на східний фронт нашої держави, оскільки 2014 почалася збройна агресія Російської Федерації проти України. Учасник боїв під Дебальцевим. Воював на Донбасі після того, як РФ вдерлася туди у 2014 році, потім демобілізувався й долучився до команди Міністерства у справах ветеранів України, а після цього — з перших днів повномасштабного російського вторгнення РФ, знову доєднався до лав ЗСУ. | 3 листопада 2023  | Загинув внаслідок ракетного удару поблизу населеного пункту Зарічне Запорізької області при нагородженні бійців 128-ї бригади |
| 14576           |                  | Ярмолюк Максим Миколайович                   | м. Острог. Вступив до лав ЗСУ добровольцем. У квітні 2022 року його відзначили орденом «За мужність» III ступеня. | 3 листопада 2023  | Загинув внаслідок ракетного удару поблизу населеного пункту Зарічне Запорізької області при нагородженні бійців 128-ї бригади. |
| 14577           |                  | Гудим Василь                                 | 49 років, м. Збараж. Сержант. | 3 листопада 2023  | Загинув внаслідок ракетного удару поблизу населеного пункту Зарічне Запорізької області при нагородженні бійців 128-ї бригади. |
| 14578           |                  | Шульга Анатолій Борисович                    | м. Тячів. Служив у 128ОГШБр | 3 листопада 2023  | Загинув внаслідок ракетного удару поблизу населеного пункту Зарічне Запорізької області при нагородженні бійців 128-ї бригади. |
| 14579           |                  | Марко Едуард Владиславович                   | 29 років, м. Хуст. Старший солдат, оператор відділення управління реактивного артилерійського взводу, реактивної артилерійської батареї. Загинув від ракетного удару росії по особовому складу 128-ї окремої гірсько-штурмової Закарпатської бригади в селі Зарічне на Запоріжжі | 3 листопада 2023  | Загинув внаслідок ракетного удару поблизу населеного пункту Зарічне Запорізької області при нагородженні бійців 128-ї бригади. |
| 14580           |                  | Стафікопуло Дем'ян                           | 44 роки, Долинська громада, Кіровоградщина. З 2015 служив у складі 128-ї окремої гірсько-штурмової бригади. | 3 листопада 2023  | Загинув внаслідок ракетного удару поблизу населеного пункту Зарічне Запорізької області при нагородженні бійців 128-ї бригади. |
| 14581           |                  | Коцовський Віталій Володимирович             | 8 лютого 1998, м. Ходорів на Львівщині. Навчався у Національній академії сухопутних військ імені Петра Сагайдачного. У 2019 році підписав контракт із 128 гірсько-штурмовою бригадою «Закарпаття». За час проходження служби нагороджений орденом ім..Б.Хмельницького III ступеня, заохочувальною відзнакою — медаль, як лейтенант, «За особливу службу» III ступеня, відзнакою командувача об'єднаних сил «Козацький хрест» ІІ ступеня, «Почесною відзнакою батальону». Майор, заступник командира гірсько-штурмового батальйону 128-ї бригади. Дядько Дробницький Михайло загинув 28 січня 2024. | 3 листопада 2023  | Загинув внаслідок ракетного удару поблизу населеного пункту Зарічне Запорізької області при нагородженні бійців 128-ї бригади. Похорон відбувся 9 листопада в Ходорові. |
| 14582           |                  | Сліпець Андрій                               | 8.12.1988, м. Львів. Навчався у Середній загальноосвітній школі №40 міста Львова. Здобув освіту у Львівському фаховому коледжі Львівського національного університету природокористування. Впродовж 2014—2015 років виконував бойові завдання у зоні проведення антитерористичної операції у лавах 128-ї окремої гірсько-штурмової Закарпатської бригади. Боронив державу поблизу населених пунктів Станиця Луганська, Сизе, Нікішине, Новоорлівка та Дебальцеве. Із перших днів повномасштабного вторгнення РФ повернувся до лав 128-ї бригади. Виконував бойові завдання на території Запорізької, Херсонської та Донецької областей. За особисту мужність був нагороджений численними відзнаками. | 3 листопада 2023  | Загинув 3-го листопада внаслідок російського ракетного удару . |
| 14583           |                  | Возний Володимир Миколайович                 | Грудень 1978, Кам'янець-Подільський район. На військовій службі — з 2000 року. Служив у лавах 128-ї окремої механізованої дивізії на Закарпатті, з 2003 року — у 50-му окремому інженерно-саперному батальйоні на Хмельниччині. В 2014 році брав участь в обороні України в зоні АТО. З липня 2015 року працював на посаді військового комісара у місті Кам'янець-Подільський. У березні 2022 року був підвищений до начальника Хмельницького обласного територіального центру комплектування та соціальної підтримки. Згодом, разом із більшістю керівників місцевих ТЦК наказом Зеленського був звільнений з посади. Потім був переведений на службу в РТЦК Запорізької області. Був нагороджений відзнаками ЗСУ. Військове звання — полковник. | 3 листопада 2023  | Загинув внаслідок ракетного удару поблизу населеного пункту Зарічне Запорізької області при нагородженні бійців 128-ї бригади. |
| 14583           |                  | Ворожейкін Ігор                              | 22 липня 1967, м. Вінниця. Навчався у Вінницькому ліцеї № 15. За своє життя змінив багато професій. Останній рік перед повномасштабним вторгненням працював водієм таксі. У вільний від роботи час часто ходив на риболовлю. Воював у складі 59-ї окремої мотопіхотної бригади імені Якова Гандзюка. На службу пішов у 2022 році. Понад рік боронив українську землю від окупантів. | 3 листопада 2023  | На жаль, життя воїна обірвалося під час виконання бойового завдання. Він загинув 3 листопада 2023 року. |
| 14584           |                  | Євтушенко Станіслав Миколайович              | 19 червня 1998, 25 років, м. Суми. | 3 листопада 2023  | Загинув в Сумській області від отриманих при виконанні бойового завдання опіків, несумісних з життям. |
| 14585           |                  | Давидюк Тарас Дмитрович («Старий»)           | 28 серпня 1986, м. Рівне. З 2002 року у громадському русі. Був членом «Молодого Руху». У 2005—2012 роках — голова обласної організації і член Центрального Проводу Молодіжний Націоналістичний Конгрес — МНК. Був також голою рівненської обласної організації «Активна молодь». Випускник Острозької академії. Політолог — за освітою. Вчитель історії та журналіст — за покликанням. Взимку 2013—2014 років доброволець в 15-ій «МНК-івській», відтак у і 14-ій «пластовій» сотнях Самооборони Майдану. З початком російсько-української війни у добровольчому батальйоні «Гарпун». Опісля продовжив службу в одному із окремих розвідувальних батальйонів ЗСУ до 2019. 24 лютого 2022 року — знову на фронт де воював у підрозділі, разом із своїми побратимами ще з «Гарпуна». Служив у 14-му окремому полку ЗСУ. | 3 листопада 2023  | Загинув на околицях Роботиного, Запорізька область під час підтримки контрнаступу . |
| 14586           |                  | Пильчак Руслан Михайлович                    | 8 вересня 1997, с. Любша Журавненської громади. Після закінчення школи навчався в Жидачівському професійному ліцеї на слюсаря. Із початком повномасштабного вторгнення став на захист України. | 3 листопада 2023  | Загинув 3 листопада 2023 року під час виконання бойового завдання поблизу населеного пункту Новопрокопівка Запорізької області. |
| 14587           |                  | Тарасенко Андрій Павлович                    | 11 квітня 1981, смт Степанівка, Сумський район, Сумська область. Начальник артилерії та заступник командира 128-ї окремої гірсько-штурмової бригади. У 1998—2002 роках навчався у Сумському військовому інституті артилерії при Сумському державному університеті. З 2002 по 2013 рік проходив службу у 300-му окремому механізованому полку в місті Чернівці. З 2013 року проходив службу у військовій частині А1556. З 2014 року брав участь в АТО на сході України: брав участь на найгарячіших напрямках Донеччини та Луганщини. | 3 листопада 2023  | Чин прощання із загиблим відбувся 6 листопада 2023 року в Чернівцях. |
| 14588           |                  | Дем'ян Олексій Тарасович («Лесик»)           | 3 квітня 2002, м. Борислав Дрогобицького району. Навчався у школі №7, потім - у Львівському ліцеї імені Героїв Крут. Далі вступив у Національну академію Державної прикордонної служби України імені Богдана Хмельницького, де отримав звання лейтенанта. 23 лютого 2023 року долучився до Національної гвардії України. Служив у прикордонній комендатурі швидкого реагування, а впродовж останніх чотирьох місяців боронив країну на Ізюмському напрямку. Начальник першої прикордонної застави першого відділу прикордонної служби (тип С) третьої прикордонної комендатури швидкого реагування 15 мобільного прикордонного загону «Сталевий кордон». | 3 листопада 2023  | Загинув 3 листопада 2023 року поблизу Сергіївки Сватівського району на Луганщині від вибухової травми |
| 14589           |                  | Іванченко Олександр Олександрович («Біцепс») | 21 липня 1999, с. Микуличі Бучанського району Київської області. У 2019 році підписав контракт, у 2020 році поповнив лави АТО, захищав нашу землю на сході України. З початку повномасштабного вторгнення вступив до лав 80-ї окремої десантно-штурмової бригади — був старшим солдатом, командиром розвідувального відділення, розвідувального взводу, 2 десантно штурмового батальйону. Нагороджений орденом «За мужність» III ступеня (13 квітня 2022 року). | 3 листопада 2023  | Загинув у Кліщіївці на Донеччині. Похований у рідному селі 10 листопада 2023 року. |
| 14590           |                  | Лесюк Любомир Романович                      | 3.03.1999, житель Івано-Франківська. Випускник франківського професійного будівельного ліцею. | 3 листопада 2023  | Загинув під час влучання ворога по базуванню 128-окремої Закарпатської гірсько-штурмової бригади . |
| 14591           |                  | Рева Олександр Михайлович                    | 3 вересня 1984 року. Проживав у селі Вільхуватка Чутівської громади. | 3 листопада 2023  | [ 45 ] |
| 14592           |                  | Посесор Максим («Херсон»)                    | с.Інгулець. З тринадцяти років з батьками мешкав у селі Дар’ївка, і навчався в місцевій школі. Навчався в військовому ліцеї в Кривому Розі. Отримав звання кандидата в майстри спорту з допризовного багатоборства. Після закінчення ліцею ненадовго захопився морем і несподівано для рідних вступив до Херсонської Морської Академії, але не закінчив навчання. Вже в грудні 2013 року склав військову присягу і вступив до лав ЗСУ.Служив у збройних силах з 2013 року. Воював у гарячих точках під час проведення АТО та ООС, брав участь у звільненні Херсона. | 3 листопада 2023  | [ 46 ] |
| 14593           |                  | Білаш Артур Миколайович                      | 6.02.1970. Командир 3 стрілецького відділення 2 стрілецького взводу 2 стрілецької роти. | 3 листопада 2023  | Загинув на кордоні Сумщини в с. Пожня Охтирського району від артилерійського обстрілу |
| 14594           |                  | Михайленко Богдан Анатолійович («Монах»)     | 5 березня 1997, 26 років, с.Макіївка. м. Кропивницький Кіровоградської області. У 2018 році вступив до Центральноукраїнського педагогічного університету імені В. Винниченка на фізико-математичний факультет за спеціальністю «Вчитель трудового навчання». У 2022 році здобув ступінь бакалавра та продовжив навчання в магістратурі. Також паралельно навчався в Одеській військовій академії. З 2016 року проходив службу в Збройних Сил України. Брав участь в АТО/ООС. Під час повномасштабної війни воював у складі 3-го окремого полку спеціального призначення імені князя Святослава Хороброго. Був заступником командира групи спеціального призначення. | 3 листопада 2023  | Загинув при виконанні бойового завдання в районі села Пожня Охтирського району Сумської області. Похований на Алеї почесних поховань Далекосхідного кладовища в місті Кропивницький. Залишились мама, дружина, троє братів і сестра |
| 14595           |                  | Троян Сергій («Троян»)                       | 44 роки, м. Маріуполь | 3 листопада 2023  | Загинув в бою за Кринки |
|                 |                  | Канівець Юрій Миколайович                    | 2 квітня 1994, с. Грунь Сумська область. Старший сержант, командир розвідувального взводу 154 окремого батальйону ТрО 117 ОБр ТрО. В період з 29.08.2017 по 26.10.2017 років відзначився активною участю в АТО в районах міст Часів Яр та Слов’янськ Донецької області. | 3 листопада 2023  | Загинув під час захисту рідної землі від російських окупантів поблизу населеного пункту Порозок Краснопільського району Сумської області. Нагороджений орденом «За мужність» III ступеня (посмертно). 8 січня 2025 року на фасаді Грунського ліцею відкрили меморіальну дошку, присвячену пам’яті загиблого захисника України Юрія Канівця. |
|                 |                  | Цвик Андрій («Хантер»)                       | 42 роки, м. Охтирка Сумської області. Отримав вищу освіту у Харківському національному автомобільно-дорожньому університеті. Працював у Полтавській буровій компанії на посаді начальника автоколони, а згодом – менеджером із логістики в АТ «Укргазвидобування». Боронив країну на посаді оператора-розвідника 3-го розвідувального відділення розвідувального взводу 117-ї окремої бригади ТрО. | 3 листопада 2023  | Загинув у бою з ворожою диверсійно-розвідувальною групою поблизу села Порозок на Сумщині. Залишилися дружина, син та донька |
| 4 листопада     |                  |                                              | |                   | |
| 14596           |                  | Ярчевський Андрій Романович («Нокаут»)       | 24 роки, м. Бровари Київської області. Закінчив ліцей №3 у рідному місті. Після служби в армії працював у сфері ІТ та телекомунікацій. З дитинства захоплювався боксом, яким займався у вільний час. Відвідував усі боксерські заходи у Броварах та Києві. Коли навесні 2022 року повернувся до армії, то обрав собі позивний "Нокаут". | 4 листопада 2023  | Загинув поблизу села Діброва Луганської області. |
| 14597           |                  | Мацей Беднарський (Maciej Bednarski)         | Молодший сержант ЗС України; добровольець; бойовий медик 53 ОМБр. | 4 листопада 2023  | Він помер у лікарні в Харкові внаслідок ускладнень після ДТП 17 жовтня. Похований в Харкові. |
| 14598           |                  | Коліжук Віктор                               | с. Полтва Золочівського району. Військовослужбовець був вогнеметником взводу радіаційного, хімічного та біологічного захисту, старшим сержантом. | 4 листопада 2023  | Загинув в районі населеного пункту Степове Покровського району Донецької області під час виконання бойових завдань . |
| 14599           |                  | Гаврилаш Михайло                             | Проживав та навчався у Коломиї. До 1999 року чоловік працював інспектором з розшуку транспортних засобів у Державтоінспекції. Згодом переїхав до Києва. З початком повномасштабного вторгнення РФ в Україну брав участь у забезпеченні охорони громадського порядку та публічної безпеки будівель правосуддя. У січні 2023 року долучився до "Гвардії наступу" та став на захист країни | 4 листопада 2023  | Похований в Києві |
| 14600           |                  | Кикоть Андрій Григорович                     | 24 червня 1975 року. Проживав у селі Стасі. Солдат, водій механізованого батальйону (в/ч А4773). | 4 листопада 2023  | Загинув в районі села Новокалинове Покровського району Донецької області внаслідок артилерійського обстрілу |
|                 |                  | Гавриляк Володимир                           | 18 жовтня 1984, с. Ралівка Самбірського району на Львівщині. У 2002 році закінчив навчання у місцевій школі і вирушив на строкову службу у військах зв’язку. Повернувшись, працював у рідному селі на різних роботах. У 2007 році переїхав на Полтавщину, влаштувався доглядачем великої рогатої худоби спочатку на молочнотоварну ферму приватного підприємства «Агроекологія» у Порскалівці, згодом – у Михайликах. | 4 листопада 2023  | Загинув під час запеклого бою поблизу міста Куп’янськ Харківської області |
|                 |                  | Добридник Віктор Степанович                  | 12.10.1977, с. Кричильськ, Сарненський р-н, Рівненська обл. Працював у рідному селі, трактористом. 8 березня 2022 року мобілізувався до лав ЗСУ у 68 окрему єгерську бригаду імені Олекси Довбуша.Мав звання молодшого сержанта. | 4 листопада 2023  | Загинув біля села Новоєгорівка, Сватівського району, Луганської області під час виконання бойового завдання. Залишились мама, брат та 2-є донечок. Похований 27 листопада на кладовищі у рідному с.Кричильськ . |
| 5 листопада     |                  |                                              | |                   | |
| 14601           |                  | Осадчий Роман Вікторович («48»)              | 1996, м. Донецьк, проте мешкав на Оратівщині. Закінчив Вінницьке вище професійно-технічне училище №5 та опанував фах маляра. Займався різними сільськогосподарськими роботами. Останнім час працював у Києві, де займався монтажем дверей. У квітні 2022 року чоловік долучився до лав ЗСУ, 79ОДШБр. Обіймав посаду старшого оператора взводу протитанкових ракетних комплексів роти вогневої підтримки десантно штурмового батальйону. Воював на Східному напрямку фронту. | 5 листопада 2023  | Загинув під час виконання бойового завдання біля міста Мар’їнка Покровського району на Донеччині. Внаслідок атаки ворожого БПЛА отримав смертельні поранення. Похований в селі Скоморошки на Вінниччині, де він жив з родиною. Залишилася мама Євгенія Володимирівна, дружина Юлія, малолітні донечки Анастасія і Тетянка, син Михайлик.. |
| 14602           |                  | Шершень Михайло                              | 37 років, с. Ожидів Золочівського району. Став на захист України на початку березня 2023. Служив у складі 13 окремого десантно-штурмового батальйону. | 5 листопада 2023  | Загинув під час артилерійського обстрілу біля Синьківки Куп’янського району Харківської області. Похорон відбувся 10 листопада. |
| 14603           |                  | Мазник Павло                                 | Житель Червоноградського району. Коли почалася повномасштабна війна, став на захист України. Проходив військову службу у частині А4447. | 5 листопада 2023  | Загинув на території Запорізької області |
| 14604           |                  | Сергій Пономарьов                            | 36 років.Народився та виріс на Луганщині, у Сватовому. Закінчив місцеву школу, а потім — СНУ ім. Володимира Даля у Луганську. Довгий час працював майстром у залізничному депо у Сватовому. | 5 листопада 2023  | "Сергій загинув на Запорізькому напрямку 05.11.2023 року, під час виконання бойових завдань, служив гранатометником стрілецького відділення" |
| 14605           |                  | Френцер Олег                                 | 38 років, с. Новий Милятин Львівської області. Із початком повномасштабного вторгнення став на захист Батьківщини до лав 33-ї окремої механізованої бригади Сухопутних військ ЗСУ. Боронив територіальну цілісність та незалежність держави на південному напрямку. | 5 листопада 2023  | [ 63 ] |
| 14606           |                  | Стебельський Руслан                          | с. Нижня Вовча Добромильської громади. Із початком повномасштабного вторгнення став на захист України. Був старшим сапером-гранатометником інженерно-саперного відділення 3 механізованого взводу ВЧ А1008. | 5 листопада 2023  | [ 24 ] |
| 14607           |                  | Стріха Артем («Аміго»)                       | м. Бориспіль Київської області. Навчався у школі №8. Потім здобув вищу освіту в Київській державній академії водного транспорту імені Петра Сагайдачного. Працював начальником логістичного складу в ТОВ «Дженерал Транс Альянс Ложістік». У квітні 2023 року чоловік приєднався до лав захисників та став військовослужбовцем Збройних Сил України. Службу проходив на посаді командира взводу в 31-ій окремій механізованій бригаді. Молодший лейтенант. | 5 листопада 2023  | Загинув обороняючи місто Красногорівку на Донеччині . |
| 14608           |                  | Заболотний Артем Олександрович               | 8 січня 2004, с. Іванівка Донецької області. Навчався у місцевій ЗОШ та у Волноваському ПТУ, де здобував спеціальність тракториста-машиніста. З початку повномасштабного вторгнення разом з мамою та молодшим братом переїхав до бабусі у Лютенські Будища Зіньківської громади. Згодом вирішив добровольцем стати на захист України. Був поранений й після реабілітації, не вагаючись повернувся до побратимів на службу. Солдат, помічник гранатометника Національної гвардії України (в/ч 3017). | 5 листопада 2023  | Загинув в районі села Новопрокопівка Пологівського району Запорізької області |
| 14609           |                  | Бакрев Юрій Васильович                       | 26 січня 1982, с. Байрак Великобагачанського району. Закінчив місцеву школу. Став до лав ЗСУ у червні 2022 року. Солдат, водій інженерно-саперного відділення 14-ї окремої механізованої бригади імені князя Романа Великого (в/ч А1008). | 5 листопада 2023  | Загинув в районі села Першотравневе Куп’янського району Харківської області |
| 14610 ... 14612 |                  | Україна                                      | Військовослужбовці ЗС України. | 5 листопада 2023  | |
| 6 листопада     |                  |                                              | |                   | |
| 14613           |                  | Мартиняк Ігор Миколайович («Тадей»)          | 4 травня 1983, c. Заланів, Рогатинщина, Івано-Франківськаобласть. Закінчив Перемишлянське ПТУ № 61, фах бухгалтера. Згодом заробляв на життя у різних фірмах нашої країни та закордоном. Молодший сержант, військовослужбовець 75-го батальйону 102-ї бригади Сил територіальної оборони. | 6 листопада 2023  | Загинув від отриманих поранень несумісних з життям, внаслідок бойового зіткнення з противником в районі населеного пункту Гуляйполе Запорізької області |
| 14614           |                  | Кравчук Сергій                               | с. Полоничі Золочівського району. Був стрільцем-снайпером 1 відділення спеціального призначення 1 взводу спеціального призначення 2 роти спеціального призначення. | 6 листопада 2023  | Загинув 6 листопада 2023 року в районі населеного пункту Ямпіль Донецької області. |
| 14615           |                  | Миронов Костянтин Миколайович                | 18 березня 1970, м. Львів. Навчався у Середній загальноосвітній школі № 22 імені Василя Семеновича Стефаника. Згодом здобув вищу освіту на колишній кафедрі «Технології основного органічного та нафтохімічного синтезу» Інституту хімії та хімічних технологій Національного університету «Львівська політехніка». Після завершення навчання проходив військову службу. Протягом 2014—2016 років виконував бойові завдання у зоні проведення антитерористичної операції. Повернувшись до цивільного життя, працював у Товаристві з обмеженою відповідальністю "Львівська кондитерська фабрика «Світоч». Займався плаванням на професійному рівні. Після початку повномасштабного вторгнення рф став на захист Батьківщини до лав 80-ї окремої десантно-штурмової Галицької бригади ДШВ ЗСУ. | 6 листопада 2023  | Загинув, захищаючи Україну від російських окупантів. Нагороджений орденом «За мужність» III ступеня (посмертно). |
| 14616           |                  | Глушко Іван Сергійович                       | 10 серпня 1993 р. н. Солдат 80-ї окремої десантно-штурмової Галицької бригади. | 6 листопада 2023  | Загинув на Донеччині, захищаючи Україну від російських окупантів. Похований в Одесі в березні 2024 року. Нагороджений орденом «За мужність» III ступеня (посмертно). |
| 14617           |                  | Данилюк Сергій («Чудо»)                      | 34 роки, Латвія. Проживав в с. Якубів Долинської громади. Долучився до лав ЗСУ 3 березня 2022 року. У вересні 2022 зробив пропозицію коханій. Служив розвідником, водієм та пілотом дронів. 3 тижні стажувався в Іспанії й міг поїхати на навчання в Німеччину. Виготовляв на передовій із гільз тризуби, а потім виставляв їх на благодійних аукціонах, щоб зібрати гроші на військові потреби. У жовтні 2023 одружився, однак загинув через три тижні. Молодший сержант. | 6 листопада 2023  | Загинув вночі внаслідок авіаудару поблизу Авдіївки. Відбувся приліт в будівлю в якій перебували військові . |
| 14618           |                  | Ляпота Сергій Васильович                     | 5 жовтня 1974, с. Максимівка. Після переїзду родини до села Білухівка навчався у місцевій школі. Згодом здобув професію механізатора. Працював за цією спеціальністю у колгоспі села Білухівка, в АПК «Докучаєвські чорноземи», на розвідувальних роботах у нафтовидобуванні. Стрілець-помічник гранатометника. Не дивлячись на те, що мав дуже поганий зір, боронив свою країну у самому пеклі — на нулі. | 6 листопада 2023  | Загинув в районі Авдіївки внаслідок осколкових поранень. |
| 14619           |                  | Присяжний Андрій                             | 24 роки, мешканець Новооржицької громади | 6 листопада 2023  | [ 45 ] |
|                 |                  | Сіньков Олександр Миколайович                | 26 квітня 1985, м. Донецьк. У 1990 році разом з родиною переїхав до села Ісківці Лубенського району. Навчався в Ісківській середній школі та ПТУ № 12 у Лубнах, де здобув професію радіотелемеханіка. Після проходження строкової служби вирішив отримати ще одну спеціальність. Став монтажником високовольтних ліній і працював у ПМК, у філіях Обленерго в Києві, Лубнах, Оржиці та Борисполі. | 6 листопада 2023  | Загинув в районі села Старомайорське Волноваського району Донецької області. У полеглого захисника залишилися батьки та сестра |
|                 |                  | Фесенко Олексій Анатолійович                 | 31 березня 1999, м. Лубни. Навчався у ЗОШ № 4 та у Лубенському медичному училищі. У 2019 році вступив до Полтавського університету економіки і права та отримав спеціальність у галузі фізичної культури і реабілітації. Перебуваючи на фронті отримав контузію та все одно повернувся у стрій. Молодший сержант, бойовий медик Національної гвардії України. | 6 листопада 2023  | Загинув в районі села Іванівка Куп’янського району Харківської області |
|                 |                  | Процик Олександр («Саня»)                    | 32 роки, м. Магадан. З 1.5 року проживав в селі Козацьке на Черкащині. Там закінчив професійно-технічне училище №37. Здобув фах тракториста. У цивільному житті працював на сільськогосподарському виробничому кооперативі «Козацький». Брав участь в АТО з 2015-го. 25 лютого 2022 року, не вагаючись, вступив до лав ЗСУ. Воював у складі 30-ої окремої механізованої бригади імені князя Костянтина Острозького. Обіймав посаду навідника. | 6 листопада 2023  | Загинув внаслідок ворожого мінометного обстрілу в селі Богданівка, що на Донеччині. Похований в рідному селі . |
| 7 листопада     |                  |                                              | |                   | |
| 14621           |                  | Солтисік Іван Петрович                       | 15.11.1997. З листопада 2019 по лютий 2021 року Іван Солтисік проходив службу в комендантському взводі теруправління Служби судової охорони. За час служби став чемпіоном з рукопашного бою, був призером та учасником змагань зі змішаних єдиноборств. Мав звання кандидата в майстри спорту з боксу. Воював від початку великої війни. На фронті був розвідником. Служив у 108-му батальйон 10 ОГШБр. | 7 листопада 2023  | Загинув внаслідок мінометного обстрілу в селі Орлянка Куп`янського району. Нагороджений орденом "За мужність" ІІІ ступеня |
| 14622           |                  | Рижков Олександр Васильович                  | 17 листопада 1981, м. Луцьк. Мобілізований на військову службу 25 серпня 2022 року до особового складу військової частини на посаду стрільця-помічника гранатометника стрілецького відділення стрілецького взводу стрілецької роти стрілецького батальйону | 7 листопада 2023  | Загинув під час виконання бойового завдання в районі населеного пункту Бахмут Донецької області |
| 14623           |                  | Коровіцин Олександр Михайлович               | 5 червня 1968, м. Гребінка. Навчався в Гребінківській ЗОШ № 1, яку закінчив у 1985 році. Майже всю свою трудову діяльність присвятив підприємству хімічного виробництва «Азот» у місті Черкаси, з якого пішов на пенсію на пільгових умовах. З квітня 2023 року добровольцем пішов захищати рідну Україну. Служив на Куп’янському напрямку, отримав контузію. Сапер. | 7 листопада 2023  | Помер внаслідок хвороби . |
| 14624           |                  | Павловський Євгеній Володимирович            | 22.06.1995, м. Житомир. Закінчивши ЗОШ №30, вступив до Житомирського технологічного фахового коледжу КНУБА. Продовжив навчання у «Житомирська політехніка». Працював у КП «Центр захисту тварин» Житомирської міської ради. Згодом почав кар'єрний шлях у приватній страховій компанії. У вересні 2023 призваний до лав ЗСУ. Пройшовши навчання у Британії, був направлений на Схід України. | 7 листопада 2023  | [ 79 ] |
| 14625           |                  | Шулятецький Олександр Петрович               | 16.02.1987, с. Летичів, Хмельницький р-н, Хмельницька обл. Навідник 2 відділення 2 взводу, 4 роти 2 єгерського батальйону 68 оєбр в/ч А4056. До повномасштабного вторгнення працював будівельником. У березні 2022 року став на захист України. У воїна залишилися дружина та 2-є дітей. | 7 листопада 2023  | Загинув, виконуючи бойове завдання в районі н.п. Новоєгорівка Сватівського району Луганської області. |
| 14626           |                  | Котик Андрій                                 | 15.02.1992, м. Львів. Навчався у Ліцеї № 18 Львівської міської ради. Після завершення навчання працював майстром будівельних та монтажних робіт у місті Львові. Із початком повномасштабного вторгнення російської федерації став на захист держави від російських загарбників до лав 79-ї окремої десантно-штурмової бригади. Воював на території Донецької області. | 7 листопада 2023  | Похорон відбувся 25 червня 2024 у Львові. Залишились мама, двоє братів, сестра, швагро, братова, дві племінниці та велика родина . |
| 14627           |                  | Сліпенчук Сергій Іванович                    | | 7 листопада 2023  | Загинув на Харківщині |
| 14628           |                  | Пашко Ігор                                   | 28.03.2000, м. Львів. Навчався у середній школі в Італії. Згодом здобув освіту механіка у ліцеї міста Реццато в Італії. Воював на Запорізькому напрямку у лавах 14-ї бригади оперативного призначення імені Івана Богуна «Червона Калина» Національної гвардії України. | 7 листопада 2023  | [ 82 ] |
| 14629 ... 14628 |                  | Україна                                      | Військовослужбовці ЗС України. | 7 листопада 2023  | |
| 8 листопада     |                  |                                              | |                   | |
| 14629           |                  | Тимур Хакімов                                | Народився Тимур Хакімов 20 липня 1990 року в місті Ангрен в Узбекистані. Коли йому виповнилося п'ять років, родина переїхала жити у Чернятин. Тут пройшли роки дитинства та юності Тимура. Після навчання у школі юнак навчався на тракториста в Новогребельському профтехучилищі. До початку війни працював робітником комунального підприємства «Благоустрій міста Калинівка». | 8 листопада 2023  | Загинув під час ракетного обстрілу 8 листопада на Донеччині |
| 14630           |                  | Булашов Андрій («Музикант»)                  | До початку повномасштабного вторгнення Андрій працював продавцем-консультатом в магазині «ВМ техніка». До лав Збройних Сил України був мобілізований 31 травня 2022 року. Захищав Україну в складі 57-ої окремої мотопіхотної бригади імені кошового отамана Костя Гордієнка. Без люблячого батька залишилися два неповнолітніх сина: 14-річний Михайло та 12-річний Павло. Рідний брат Андрія, жмеринчанин Дмитро Крижановський, зараз захищає Україну в лавах Збройних Сил України. | 8 листопада 2023  | Воїн загинув поблизу населеного пункту Ківшарівка внаслідок артилерійського обстрілу російських окупантів. Похорон відбувся 13 листопада 2023. |
| 14631           |                  | Волинець Олексій Анатолійович                | 30 жовтня 2003, с. Уланів Хмільницького району Вінницької області. Його сім'я часто переїжджала, тож хлопець вчився, зокрема, у Тульчинському ліцеї з посиленою військово-фізичною підготовкою. 11 класів закінчив у Вінницькому ліцеї № 36. Після закінчення школи вступив до університету у Польщі. Проте навчанню завадила повномасштабна війна. У лютому 2022 року Олексій повернувся до України, не міг залишитись осторонь, коли Батьківщина потерпає від загарбників. Тоді ж вступив до війська. Як і мріяв, служив у полку «Азов». | 8 листопада 2023  | 8 листопада 2023 року поліг під час бою на Луганщині. Йому назавжди залишилося 20 років. Прощання з загиблим відбулося 15 листопада |
| 14632           |                  | Гацанюк Максим Володимирович                 | Мешканець Погребищенської громади. Призваний по мобілізації 17 червня 2022 року старший солдат був водієм механізованого відділення. З листопада 2022 року брав участь у захисті Бахмута. З квітня 2023 року звільняв Запорізьку область. | 8 листопада 2023  | Загинув на Запоріжжі |
| 14633           |                  | Хоркавий Ігор                                | м. Кам'янка-Бузька. Був прикордонником, сержантом комендатури швидкого реагування. | 8 листопада 2023  | Загинув 8 листопада 2023 року внаслідок отриманих поранень під час бойових дій |
| 14634           |                  | Кос Богдан                                   | Народився у Хорошівському районі, де закінчив середню школу. Після закінчення школи переїхав до Житомира. | 8 листопада 2023  | Загинув під час виконання бойового завдання на південному напрямку. |
| 14635           |                  | Чурбаков Олексій Михайлович («Дизель»)       | 7 квітня 1989, проживав у с. Вільне, Криворізького району, Дніпропетровської області. У 2006 році закінчив Червоношахтарську загальноосвітню школу. Після неї у 2011 році закінчив Криворізький технічний університет, де отримав повну вищу освіту за спеціальністю інженер-механік. Працював механіком у ТОВ «Ольвія». У березні 2023 року став на захист країни у складі 80-ї окремої десантно-штурмової бригади. Воював у Бахмутському напрямку поблизу села Іванівське. Наприкінці травня 2023 року при виконанні бойових завдань, отримав поранення. У жовтні 2023 року був переведений на посаду старший солдат (старший оператор 1 відділення радіоелектронної боротьби взводу аеромобільного батальйону РЕБ) та направлений до н.п. Кліщіївка Бахмутського напрямку для виконання бойових завдань. | 8 листопада 2023  | Загинув під час виконання бойового завдання в районі населеного пункту Кліщіївка Бахмутського району Донецької області. Нагороджений орденом «За мужність» III ступеня (посмертно). |
| 14636           |                  | Шевченко Олексій                             | 2 червня 1996, Пирятин. Навчався у Пирятинському ліцею, вищу освіту здобув у Черкаському національному університеті імені Богдана Хмельницького. У 2017-2019 роках проходив військову службу у Національної гвардії - спочатку строкову, потім за контрактом. Після цього працював учителем фізичної культури у Пирятинській школі №6. 24 лютого 2022 року добровольцем приєднався до сил оборони. | 8 листопада 2023  | Загинув унаслідок мінометного обстрілу населеного пункту Вербове Пологівського району на Запоріжжі. |
| 14637           |                  | Самуляк Роман                                | 7 липня 1974, м. Коломия. Навчався в Коломийському професійному ліцеї сфери послуг. Командир бойової машини, командир механізованого відділення 42-ї бригади. Виконував бойові завдання поблизу Кліщіївки Бахмутського району | 8 листопада 2023  | З 8 листопада 2023 року вважався зниклим безвісти. 22 листопада 2023 загибель воїна офіційно підтвердили . |
| 14638           |                  | Жупник Руслан («Жук»)                        | 25 грудня 1993. Жив у Ланчині. Служив солдатом у 93 окремій механізованій бригаді "Холодний Яр". | 8 листопада 2023  | Зник під час бойового завдання 8 листопада 2023 року поблизу села Кліщіївка Донецької області. Понад шість місяців його вважали зниклим безвісти . |
| 14639           |                  | Ігнатенко Вадим Олександрович                | 16 серпня 1969, м. Полтава. Капітан, командир інженерно-саперного взводу інженерної роти. Після школи навчався у вищому воєнному училищі. Потім був направлений на службу до міста Сєверодонецьк. Там він одружився та народились діти: донька і син. На початку повномасштабного вторгнення він повернувся до Полтави та став на захист Батьківщини. | 8 листопада 2023  | Загинув в районі міста Авдіївка Покровського району Донецької області |
| 14640           |                  | Горбатенко Єгор Володимирович («Юра»)        | 11.10.1993, м. Луганськ. Воював в Азові з 2014-го року. Брав участь у Широкинській наступальній операції, боях на Світлодарській дузі Пройшов важкі бої за Маріуполь та Азовсталь, а потім москальський полон. Був одним із 215 українських і закордонних бійців, яких Україні вдалося повернути додому 21 вересня 2022 року. Після того, як воїн пройшов реабілітацію, він знову вирішив повернутися на фронт. | 8 листопада 2023  | Загинув під Кремінною |
|                 |                  | Патей Артем Анатолійович («Патей»)           | 20 років, м. Запоріжжя. Після школи вступив до Київського національного транспортного університету, навчався за спеціальністю «Інженерія програмного забезпечення». На 3 курсі вирішив долучитись до лав НГУ. Служив у мінометному взводі спеціального призначення (на бронетранспортерах) 2-го батальйону спеціального призначення. | 8 листопада 2023  | Загинув під час штурму поблизу селища Діброва . |
| 9 листопада     |                  |                                              | |                   | |
| 14641           |                  | Главіш Максим Михайлович                     | Мешканець Ямпільської громади. | 9 листопада 2023  | Отримав осколкове поранення на Донеччині. Помер у шпиталі, де боролись за його життя до останнього . |
| 14642           |                  | Фурта Ігор                                   | с. Великий Дорошів Куликівської громади. Від початку повномасштабного вторгнення став на захист України, служив у військовій частині А2802. | 9 листопада 2023  | Помер від поранень 9 листопада 2023 року у Миколаївській обласній клінічній лікарні |
| 14643           |                  | Гиренко Олексій Юрійович                     | 5 травня 1988, м. Люботин Харківська область. Мешканець Дергачівської громади. | 9 листопада 2023  | У складі свого підрозділу брав участь у боях у Запорізькій області. 9 листопада при виконанні бойового завдання в районі населеного пункту Новодарівка геройськи загинув у бою. |
| 14644           |                  | Іванов Андрій («Тихий»)                      | 1 жовтня 1978, м. Волочиськ Хмельницької області. Після закінчення 9-го класу вступив до Волочиського професійно-технічного училища №5, де здобув спеціалізацію електрогазозварювальника. У цивільному житті працював заступником начальника варти на машинобудівному заводі АТ «Мотор Січ». Під час повномасштабного вторгнення чоловік без роздумів пішов захищати найдорожче, що мав – свою сім’ю. Андрій приєднався до лав Збройних Сил України та вирушив на фронт. Воював у складі 42-ої окремої механізованої бригаді на посаді стрільця-санітара. | 9 листопада 2023  | Загинув поблизу села Кліщіївка, що на Бахмутському напрямку Донеччини. Під час виконання бойового завдання отримав смертельні поранення. Похований в рідному місті. Вдома на Андрія чекали дружина Оксана й донька Анастасія . |
| 14645           |                  | Ткаченко Олександр («Сєвас»)                 | 5.3.1989, 34 роки, м. Севастополь. Здобув фах перукаря. У 2013-му розпочав службу в морській піхоті. Після окупації Криму виїхав до Миколаєва. Брав участь в АТО. Після закінчення контракту жив на Київщині. Штаб-сержант. Під час повномасштабного вторгнення боронив Київщину в складі добровольчої ротно-тактичної групи «Ірпінь». Згодом вступив до лав СБУ. Нагороджений орденом «За мужність» ІІІ ступеня. | 9 листопада 2023  | Загинув на Сумщині коли їхні позиції намагався штурмувати ворог. Залишилися троєи дітей і дружина . |
| 14646           |                  | Харабара Олег Степанович                     | 39 років, с. Ломачинці. Долучився до лав ЗСУ в липні 2022. 57ОСБ, 65ОМБр. | 9 листопада 2023  | Загинув внаслідок обстрілу російськими окупантами, на Донеччині |
| 14647 ... 14649 |                  | Україна                                      | Військовослужбовці ЗС України. | 9 листопада 2023  | |
| 10 листопада    |                  |                                              | |                   | |
| 14650           |                  | Володимир Новак                              | Військовий Володимир Новак, 28.07.2003 р.н., житель села Зозулинці.Володимир був студентом четвертого курсу факультету адвокатури Національного юридичного університету імені Ярослава Мудрого.З перших днів війни вступив до лав Національної гвардії України, відстоював самобутність та незалежність українського народу в «гарячих точках» фронту, однак виконуючи бойове завдання потрапив під артобстріл | 10 листопада 2023 | Серце воїна зупинилося 10 листопада. |
| 14651           |                  | Копайлов Микола Васильович                   | Селище Брацлав. Був навідником кулеметного відділення кулеметного взводу стрілецької роти, звання солдат. | 10 листопада 2023 | Загинув на Луганщині |
| 14652           |                  | Новак Володимир Макарович                    | с. Зозулинці Уланівської громади. | 10 листопада 2023 | Загинув в боях з ворогом |
| 14653           |                  | Яструб Юрій                                  | 47 років, м. Львів. Після початку повномасштабного вторгнення Росії вступив до лав 47-ї окремої механізованої бригади "Маґура" Сухопутних військ ЗСУ. Боронив територіальну цілісність та суверенітет держави на південному напрямку. У мирний час працював закрійником і кравцем у Львові. Наприкінці 80-х років у лавах молодіжної громадської організації займався охороною мітингів і масових акцій громадян, також активно допомагав скаутським організаціям. Свій вільний час любив присвячувати дітям і захоплювався вишиваннямю Залишилося четверо дітей. | 10 листопада 2023 | [ 63 ] |
| 14654           |                  | Дурицький Юрій Миколайович                   | 7.05.1993, селище Черняхів Житомирської області. Навчався у Черняхівському ліцеї #1, після закінчення ліцею вступ в Головинське ВПУ. З 2015 року служив в АТО в Донецькій області. Деякий час працював у 9 відділі Житомирського РТЦК та СП. Потім служив в 30ОМБр. Повномасштабне вторгнення зустрів у місті Бахмут. У травні 2022 повернувся додому і перевівся в 47ОМБр. Їздив на навчання до Німеччини. | 10 листопада 2023 | Загинув в с. Степове Покровського району |
| 14655           |                  | Єрпульов Максим Андрійович                   | 33 роки, м.Мерефа,боронив Батьківщину у складі 3-го десантно-штурмового відділення 2-го десантно-штурмового взводу 5-ї десантно-штурмової роти 2-го десантно-штурмового батальйону військової частини А0284. | 10 листопада 2023 | Загинув на Донеччині |
| 14656           |                  | Янушевський Нікон Вікторович(«Ян»)           | 5 квітня 2000, 23 роки, м. Київ. Закінчив школу 226 на Оболоні. Потім навчався в Київському університеті імені Бориса Грінченка на факультеті інформаційних технологій та математики за спеціальністю "Комп`ютерні технології". Працював в охоронній компанії «Шериф». З початком повномасштбаної війни пішов на фронт. Служив у 1-й Президентській бригаді оперативного признаення "Буревій". Служив сапером-розвідником. | 10 листопада 2023 | Загинув під час виконання бойового завдання поблизу селище Ямпіль на Донеччині від артобстрілу . |
|                 |                  | Бурмагін Кирило Юрійович («Херсонець»)       | 16.01.2002, с. Федорівка Херсонської області. У 2019 році закінчив Херсонський ліцей. Далі навчався на хімічному факультеті Київського національного університету ім. Тараса Шевченка. У вересні 2022 долучився до Азову. Був старшим навідником та бойовим медиком. Виконував бойові завдання у Донецькій, Запорізькій та Луганській областях. Виконував обов’язки номера обслуги АГС-17, бойовий Медик Бригади «Азов», молодший сержант | 10 листопада 2023 | Загинув на території Серебрянського лісництва поблизу селища Діброва на Луганщині. Похований в Запоріжжі. Залишилася мама |
| 11 листопада    |                  |                                              | |                   | |
| 14656           |                  | Єрофєєв Макар Володимирович                  | Народився 13 жовтня 1999 року (24 роки) в місті Камʼянське, житель Підгородного, Підгородненської міської громади, Дніпровський район. У мирні часи професійно займався хокеєм і грав за дніпровські команди "Зеніт", "Яструби" та "Аврора". Випускник Київського військового ліцею імені Івана Богуна та Військової академії в Одесі. Старший лейтенант, замісник командира роти розвідки. Воював під Харковом, відсунув противника від Чугуєва, командував підрозділами при Балаклійсько-Куп'янській операції. Отримав поранення і воював на північ від Бахмута під Хромовим. Організовував штурми біля Кліщіївки. Герой України (2024, посмертно). | 11 листопада 2023 | Загинув біля Бахмута, село Андріївка від мінометної міни при евакуації пораненого побратима . |
| 14656           |                  | Глуховський Мар'ян Романович                 | 25 травня 1972, м. Новий Розділ, житель села Оброшине. Пішов на війну добровольцем 25 лютого 2022 року. Був гранатометником 2-го десантного штурмового відділення 2-го штурмового взводу 6-ї штурмової роти Десантно-штурмового батальйону військової частини А0284 — 80-ї окремої десантно-штурмової бригади. Учасник бойових дій, двічі був поранений. | 11 листопада 2023 | Загинув при виконанні бойового завдання біля села Кліщіївка Донецької області (Бахмутський напрямок). Нагороджений орденом «За мужність» ІІІ ступеня (посмертно). |
| 14657           |                  | Степук Святослав-Любомир Ярославович         | 1 жовтня 1995, м. Львів. Здобув освіту в технічному фаховому коледжі Національного університету «Львівська політехніка» за фахом «телерадіомеханік». Протягом 2015-2017-го років проходив строкову службу у складі спецпідрозділу «Барс» Національної гвардії України. Згодом підписав контракт із 80-ою окремою десантно-штурмовою бригадою ДШВ ЗСУ. Виконував бойові завдання у зоні проведення АТО/ООС. Постійно працював над вдосконаленням індивідуальних бойових навичок, адже змалку мріяв про те, щоби стати військовим. Після повернення до цивільного життя працював у продуктовій гуртівні. Перед повномасштабним вторгненням росії поїхав до Чехії. За два тижні повернувся на Батьківщину та добровільно вступив до лав 80-ої бригади. Боронив державу на найрізноманітніших напрямках: на території Донеччини, Харківщини та Миколаївщини. Декілька разів отримував серйозні поранення, зокрема, під час звільнення Ізюму.                                                                             | 11 листопада 2023 | Після проходження останнього лікування повернувся на передову, де невдовзі загинув. Нагороджений орденом «За мужність» ІІІ ступеня (посмертно). |
| 14658           |                  | Піскун Василь                                | Мешканець Моршинської громади. Із початком повномасштабного російського вторгнення чоловік став на захист України. | 11 листопада 2023 | Загинув 11 листопада 2023 року під час гранатометного та артилерійського обстрілу в районі Синьківки Куп'янського району Харківської області. |
| 14659           |                  | Котенко В'ячеслав                            | 7 листопада 1971, м. Дрогобич. Закінчив ЗОШ №4, потім – ВПУ №15. Працював електриком на Дрогобицькому заводі автомобільних кранів. Служив у військово-морському флоті. Згодом певний час працював на фірмі «Фарматрейд» у Дрогобичі. У липні 2022 року чоловік склав присягу та долучився до лав ЗСУ. Спершу воював у складі військової частини А7113, а згодом — у складі першого штурмового відділення ВЧ А4640. Там виконував обов'язки стрільця-гранатометника. | 11 листопада 2023 | 11 листопада 2023 року військовий потрапив під мінометний обстріл в районі Степового Покровського району Донецької області та загинув. |
| 14660           |                  | Мінтенко Юрій                                | 45 років, м. Тернопіль. Служив гранатометником у 17 окремому мотопіхотному батальйоні. | 11 листопада 2023 | Загинув 11 листопада на Харківщині. Похований на Микулинецькому кладовищі в Тернополі |
| 14661           |                  | Корбут Дмитро Євгенович                      | 34 роки, м. Житомир. Закінчив 32 школу. Після завершення школи вступив до Кооперативного коледжу бізнесу і права. До складу Збройних сил Дмитро Корбут вступив у вересні 2023 року. | 11 листопада 2023 | Загинув під час виконання бойового завдання на Луганщині. |
| 14662           |                  | Голосний Андрій Геннадійович                 | 31 грудня 1981, м. Долина. У лавах ЗСУ служив водієм-стрільцем 1 штурмового відділення військової частини Т0950. | 11 листопада 2023 | Загинув внаслідок мінометно-артилерійського обстрілу РФ між Кліщіївкою та Бахмутом. |
| 14663           |                  | Пуківський Володимир Богданович («Бандера»)  | с. Вороняки Золочівського району. Добровільно зголосився захищати демократичні цінності під час миротворчих кампаній у Косово та Іраку. Став на захист країни у лютому 2022 року та брав участь у боях за Київщину, на Запоріжжі та Донеччині. Був молодшим сержантом. | 11 листопада 2023 | Загинув під час виконання бойового завдання 11 листопада 2023 року у районі Горлівки Донецької області. |
| 14664           |                  | Ткач Євгеній                                 | 22 вересня 1995, с. Рубіж Городнянської громади. Після закінчення Деревинської школи вступив до Чернігівського професійного будівельного ліцею та опанував спеціальність «електрик». Працював на будівництві. З початком повномасштабної війни був у складі одного з підрозділів військової частини А4210 на посаді номера обслуги десантно-штурмового відділення. | 11 листопада 2023 | Загинув 11 листопада 2023 року під час виконання бойового завдання на Херсонщині. Попрощалися та поховали військового на кладовищі села Деревини Городнянської громади |
| 14665           |                  | Логащук Роман Іванович                       | 27 листопада 1995, с. Лінчин колишнього Березнівського району Рівненської області. Навчався в Лінчинській загальноосвітнійї школі І-ІІ ступенів. У грудні 2022 року став на захист України від рашистських загарбників. Старший солдат, стрілець аеромобільного батальйону 80-ї окремої десантно-штурмової бригади. | 11 листопада 2023 | Загинув під час ведення бойових дій в районі села Кліщіївка Бахмутського району Донецької області. Похований 17 листопада 2023 року в рідному селі Лінчин. Нагороджений орденом «За мужність» ІІІ ступеня (посмертно). |
| 14666           |                  | Ванівський Назар                             | 39 років, с. Новосілки Рудківської громади. Проходив службу у третьому відділені третього взводу другої роти спеціального призначення військової частини А4219. | 11 листопада 2023 | Загинув 11 листопада 2023 року під час виконання бойового завдання |
| 14667           |                  | Пастушок Тарас Васильович («Бульба»)         | 21.08.1986, м. Рівне. Навчався у 18 школі, а за тим, здобув фах електро-газозварювальника в 10 училищі. Проте, за спеціальністю, так і не працював. Спершу, займався шиномонтажем, а за тим, шукав кращих заробітків закордоном. Отримав повістку у вересні 2022. Отримав поранення і контузію. Був нагороджений нагрудним знаком ("Хрест Хоробрих"). Служив водієм гранатометного відділення. | 11 листопада 2023 | Загинув 11.11.2023 р. біля населеного пункту Хромове, поблизу м. Бахмут . |
| 14668           |                  | Буричка Іван («Гарік»)                       | 28 років, с. Жупани Львівської області. Закінчив Стрийське вище художнє професійне училище №16 та здобув професію плиточника, штукатура, муляра. У 2017-2018 роках пройшов строкову службу. Згодом працював за кордоном у будівельній фірмі. Коли почалася повномасштабна війна, чоловік повернувся на Батьківщину та вже 25 лютого 2022 року приєднався до лав Збройних Сил України. Воював у складі 24-ої окремої механізованої бригади імені короля Данила. Був стрільцем-зенітником зенітного ракетного взводу. Старший солдат. | 11 листопада 2023 | Загинув виконуючи бойове завдання поблизу селища Південне Бахмутського району Донеччини. Під час обстрілу противником з М120 позицій українських захисників зазнав смертельних осколкових поранень. Похований в рідному селі |
| 14669           |                  | Голубенець Олег («Історик»).                 | 12.11.1991, с. Криве Озеро Миколаївської області. Закінчив Миколаївський національний університет імені В.О. Сухомлинського та здобув фах вчителя історії. Після випуску працював за спеціальністю в селі Криве Озеро Друге, згодом переїхав до міста Ірпінь Київської області. До вторгнення працював у столичній автошколі інструктором та викладачем теорії. З початком повномасштабного вторгнення чоловік пішов добровольцем захищати свою країну від окупантів. Воював у лавах 3-ої окремої штурмової бригади ЗСУ. Був санітаром-сапером в групі інженерного забезпечення. | 11 листопада 2023 | Загинув 11 листопада 2023 року поблизу села Богданівка. У бою з окупантами зазнав смертельного поранення під час мінометного обстрілу Похований в селі Криве Озеро Друге на Миколаївщині. |
| 14670           |                  | Росляков Максим Ігорович                     | 28.02.1994, м. Херсон. Його призвали на службу під час мобілізації 17 січня 2023 року, боронив цілісність нашої держави разом із побратимами на Бахмутському напрямку, поблизу Кліщіївки. Водій-радіотелефоніст 2 відділення безпілотних авіаційних комплексів взводу розвідки та корегування роти ударних безпілотних авіаційних комплексів військової частини А4718, 22ОМБр. | 11 листопада 2023 | Отримав важкі поранення внаслідок удару дроном на Бахмутському напрямку. Похорон відбувся 7 лютого 2024 року в Херсоні |
| 14671 … 14672   |                  | Україна                                      | Військовослужбовці ЗС України. | 11 листопада 2023 | |
| 12 листопада    |                  |                                              | |                   | |
| 14673           |                  | Заскін Андрій Миколайович                    | 37 років. Народився 30 листопада у місті Вінниці. Навчався у школах № 15 та № 8. Після здобуття середньої освіти вступив до Вінницького фахового коледжу будівництва та архітектури. Потім — отримав диплом юриста в університеті «Україна» та закінчив магістратуру Тернопільського національного економічного університету за спеціальністю Право. Займався спортом, ходив до секції з боротьби. Працював в службі охорони. З січня 2023 року служив у Національній гвардії. Боронив Вінницю і область від ворожих повітряних цілей. Мав доньку. Дівчинка цьогоріч пішла до першого класу. | 12 листопада 2023 | Помер 12 листопада 2023 |
| 14674           |                  | Рукас Дмитро                                 | Випускник з червоним дипломом спеціальності «Двигуни внутрішнього згоряння» 4-го факультету в Національному аерокосмічному університеті імені М. Є. Жуковського «ХАІ» | 12 листопада 2023 | Загинув в бою з загарбниками |
| 14675           |                  | Бальшанеко Сергій Олександрович              | Мешканець Турбівської громади. Був солдатом механізованого відділення механізованого взводу. | 12 листопада 2023 | Загинув на Харківщині |
| 14676           |                  | Шміло Сергій Олегович                        | 34 роки, м. Мерефа харківська область, служив стрільцем-помічником гранатометника. | 12 листопада 2023 | Загинув біля населеного пункту Водяне на Донеччині. |
| 14677           |                  | Ярослав Унгурян                              | Ярослав Васильович народився 2 травня 1996 року у селі Сабарівка Вінницького району. Навчався в інтернатному закладі. Після закінчення — вступив до архітектурно-будівельного коледжу Вінниці. Працював будівельником. Захищав Україну у складі 79-тої окремої десантно-штурмової бригади, воював поблизу Мар'їнки. На службу пішов у липні 2023 року. За спогадами дружини, захоплювався футболом. Часто грав на стадіоні поблизу будинку у м'яча із сусідськими дітьми. На жаль, своїх діток завести не встиг. Життя обірвала війна, — розповідають на сайті міськради. | 12 листопада 2023 | - Воїн загинув у бою на Донеччині 12 листопада. Йому навіки 27 років… |
| 14678           |                  | Максим'як Василь                             | 52 роки, м. Борислав Дрогобицького району. Працював оператором котельні. У березні 2023 року долучився до лав Збройних сил України, де служив у 42-й окремій механізованій бригаді. | 12 листопада 2023 | Загинув поблизу населеного пункту Кліщіївка Бахмутського району Донецької області. Похований 21 листопада 2023 в селі Попелі. |
| 14679           |                  | Товкань Олександр Володимирович              | 24 квітня 1991, с. Батьки Опішнянської громади Полтавської області. Проживав у Полтаві. У вересні 2023 року добровольцем став до лав ЗСУ та пройшов навчання за кордоном. Солдат, стрілець 80-ї окремої десантно-штурмової бригади. | 12 листопада 2023 | Загинув у районі села Кліщіївка Бахмутського району Донецької області внаслідок осколкового поранення. Нагороджений орденом «За мужність» III ступеня (посмертно). |
| 14680           |                  | Лукащук Олександр                            | 55 років, с. Новомалин Острозької громади. | 12 листопада 2023 | Загинув 12 листопада 2023 року під час артилерійського обстрілу РФ в Донецькій області . |
| 14681           |                  | Пилипів Андрій Богданович («Купол»)          | 6 червня 1982, селище Рожнятів Івано-Франківської області. Навчався у Рожнятівській загальноосвітній школі I-III ступенів. Здобув освіту коваля-художника у Косівському коледжі декоративно- прикладного мистецтва. Навчався у Львівській національній академії мистецтв. Працював ковалем-художником. Вступив у лави ЗСУ 12 липня 2023 року. | 12 листопада 2023 | 5 листопада отримав смертельне поранення в с. Степове Покровського району Донецької області |
| 14682           |                  | Бателюк Володимир Петрович                   | 1983, с. Писарівка, Хмельниччина. | 12 листопада 2023 | Загинув внаслідок наступально-штурмових дій противника поблизу населеного пункту Авдіївка Покровського району Донецької області. Вважався зниклим безвісти до травня 2024 |
| 14683           |                  | Андрійчук Роман («Люмус»)                    | 18 років, м. Київ. З золотою медаллю закінчив спеціалізовану школу №246 з поглибленим вивченням англійської мови. Займався у футбольному клубі «Десна» у 2012-2019 роках, також відвідував секцію боксу. Після закінчення школи вступив навчання до НТТУ «Київський політехнічний інститут імені Ігоря Сікорського» на спеціальність «Комп'ютерні науки». Старший солдат. | 12 листопада 2023 | Загинув на території Серебрянського лісництва в районі селища Діброва на Луганщині |
| 14684           |                  | Дімітріядіс Микола Миколайович               | 8 грудня 1991, с. Юрківка Тульчинського району. Мобілізований 29.03.2022 Тульчинським РТЦК. Стрілець 1 взводу оперативного призначення 2 роти оперативного призначення (на бронетранспортерах) 4 батальйону оперативного призначення, старший солдат. | 12 листопада 2023 | Загинув біля с. Вербове Запорізької області, в результаті мінометного обстрілу |
| 14685           |                  | Бателюк Володимир                            | 40 років, с. Писарівка | 12 листопада 2023 | Загинув поблизу Авдіївки Покровського району Донецької області. |
| 13 листопада    |                  |                                              | |                   | |
| 14686           |                  | Самофал Сергій                               | 15 липня 1991, м. Вінниця. У грудні 2022 року був призваний служити Батьківщині. Служив у складі 79-ї окремої десантно-штурмової бригади. Воював поблизу Мар’їнки, що на Донеччині. На жаль, отримав контузію, пережив мікроінсульти, лікувався у Вінниці. Проте лікарі не змогли покращити стан Захисника, серце воїна перестало битися 13 листопада. Без батька залишилась 6-річна дівчинка — донечка Сергія. | 13 листопада 2023 | На війні отримав важку травму, через яку 13 листопада життя воїна обірвалося. |
| 14687           |                  | Поліха Тарас                                 | 32 роки, с. Муроване Белзької громади. Захисник служив у військовій частині А4635. До Збройних сил України долучився з початком повномасштабного російського вторгнення. | 13 листопада 2023 | Загинув біля села Роботине Запорізької області під час танково-артилерійської атаки. Похорон відбувся 21 листопада 2023 . |
| 14688           |                  | Котов Юрій                                   | 7 жовтня 1970, с. Вишеньки. Закінчив місцеву восьмирічну школу, потім навчався в училищі в Конотопі. Проходив військову службу, опанував фах інженера-механіка у Ніжинському агротехнічному коледжі. Працював в охороні та на будівництві, певний час був інженером на сирзаводі у Коропі. До лав ЗСУ долучився у січні цього року. Служив в одному з підрозділів військової частини А4773 на посаді водія протитанкового взводу. | 13 листопада 2023 | Загинув 13 листопада 2023 року під час виконання бойового завдання на Донеччині. Похований на кладовищі в селі Вишеньки |
| 14689           |                  | Поліщук Андрій                               | 28 років, м. Острог. | 13 листопада 2023 | Загинув під час бойового завдання, внаслідок ворожого обстрілу в Харківській області . |
| 14690           |                  | Мелещук Роман Франекович («Академік»)        | 10 вересня 1999, с. Чудель (Сарненський район, Рівненська область). У 2016 році вступив до Львівської Академії Сухопутних військ імені гетьмана Петра Сагайдачного. Не закінчив навчання, забрав документи у 2019 році. Служив у 41-й інженерній бригаді . | 13 листопада 2023 | Загинув під час виконання бойового завдання по заміновуванню території біля Кліщіївки в Донецькій області. Потрапив під артилерійський обстріл. Похований із почестями в рідному селі Чудель . |
| 14691           |                  | Яременко Дмитро Валерійович («Ілай»)         | 18 років, м. Маріуполь. Після окупації Маріуполя родина залишила рідне місто. Жили у Вінниці, де Дмитро вступив до ВНЗ на спеціальність журналістика. Він дуже хотів після закінчення журналістських студій у нас, вступити далі у Карпенка-Карого і навчатися на режисурі. На другому курсі Дмитро перевівся на індивідуальне навчання, щоб долучитися до війська. Підписав контракт у серпні 2023. Боронив Україну у складі 12-ї бригади оперативного призначення НГУ “Азов”. Його батько також воює. | 13 листопада 2023 | Загинув поблизу села Діброва на Луганщині. Похований на Алеї Слави на Сабарівському кладовищі . |
| 14692           |                  | Яткевич Нікіта                               | Навчався в Бердичівському коледжі, був студентом групи Л-36 спеціальності 136 “Металургія” з 2016 по 2018 роки. Водій батальйону охорони | 13 листопада 2023 | Загинув 13 листопада 2023 року на Донецькому напрямку . |
| 14693           |                  | Подолюх Олександр                            | 12.08.1971, м. Яворів Львівської області. Навчався у Яворівській гімназії імені Осипа Маковея Львівської області. У 1988 році вступив до Львівського державного сільськогосподарського інституту (сьогодні – Львівський національний університет природокористування), здобув освіту за спеціальністю «Агрономія». Згодом закінчив Львівський національний університет імені Івана Франка за спеціальністю «Англійська мова і література». У 2014 році проходив військову службу у лавах прикордонників. Протягом свого життя змінив багато місць праці: обіймав посаду вчителя у Середній загальноосвітній школі №30, згодом працював у транспортній та охоронній сферах. Із початком повномасштабного вторгнення проходив військову службу на території Волинської, Запорізької, Черкаської та Донецької областей. Протягом останнього періоду боронив територіальну цілісність та суверенітет держави у складі військової частини А4640, 25ОШБ, 47ОМБр. на посаді командира взводу – старшого офіцера батареї.    | 13 листопада 2023 | Залишилися батько, дружина, двоє доньок і брат . |
| 14694 ... 14694 |                  | Україна                                      | Військовослужбовці ЗС України. | 13 листопада 2023 | |
| 14 листопада    |                  |                                              | |                   | |
| 14695           |                  | Мурин Ярослав                                | 40 років, м. Львів. Працював пекарем на колишньому Львівському хлібокомбінаті №2, також обіймав посаду механіка-наладчика обладнання на місцевому підприємстві харчової промисловості. У березні 2023 року добровольцем приєднався до Державної прикордонної служби України. Захисник воював у складі 15 мобільного прикордонного загону "Сталевий кордон" ДПСУ. | 14 листопада 2023 | Похований на Ряснянському цвинтарі |
| 14696           |                  | Ольшицький Владислав Анатолійович            | 18 березня 2001, с.Березівка (Новоукраїнський район). Cтарший солдат, навідник мотопіхотного відділення. | 14 листопада 2023 | Загинув під час виконання бойових завдань у районі села Пречистівка. Прощання з загиблим відбулося 20 листопада в смт.Смоліне. |
| 14697           |                  | Безпалько Олексій Миколайович                | м. Луганськ, проте разом із родиною все життя мешкав у Вільнянську, працював на підприємствах Запорізької області. Став до лав війська 17 вересня 2022 року. Воював на Запорізькому, Херсонському, Харківському та Донецькому напрямках. Він був командиром відділення, потім — головним сержантом. Тимчасово виконував обов’язки, а одного разу замість командира роти. | 14 листопада 2023 | Загинув під час штурму армії РФ у населеному пункті Хромове на Донеччині. |
| 14698           |                  | Жигайло Євген Олександрович («Жога»)         | 44 роки, м. Київ. Після закінчення школи вступив до Київського електротехнічного технікуму, але задля підтримки своєї родини в складні часи мусив покинути навчання та піти працювати. Упродовж 10 років професійно займався рукопашним боєм, мав навички володіння зброєю. В період Революції Гідності відстоював інтереси громадян на Майдані Незалежності. З початку повномасштабного вторгнення вступив до лав територіальної оборони, а далі вже до 242-го окремого батальйону територіальної оборони 241-ї окремої бригади територіальної оборони. Мав за мету стати бойовим медиком задля порятунку побратимів на полі бою. У цей важкий період він знайшов ще одну, велику та дружню родину - своїх побратимів, «Бойових бобрів». | 14 листопада 2023 | Загинув під час виконання бойового завдання в н.п. Іванівське Бахмутського району Донецької області, потрапивши під ворожий мінометний вогонь. Похований на кладовищі села Гатне Фастівського району Київської області. |
| 14699           |                  | Синельник Олександр Олександрович («Цар»)    | 45 років, с. Підгірці Київської області. Жив із сімʼєю у Києві. Закінчив столичне професійно-технічне училище за спеціальністю столяра-паркетника. Молодший сержант. Під час повномасштабного російського вторгнення чоловік став на захист своєї країни та близьких. Служив у 61-му окремому стрілецькому батальйоні, що в складі 44-ї окремої механізованої бригади ЗСУ. Був командиром відділення. | 14 листопада 2023 | Загинув під час виконання бойового завдання поблизу села Синьківка, що на Харківщині. Захисник отримав смертельні поранення внаслідок мінометного обстрілу з боку окупантів . |
| 14700           |                  | Петричко Дмитро                              | 11 квітня 1995, Шепетівська громада. Був стрільцем-санітаром штурмового батальйону військової частини, солдат | 14 листопада 2023 | Загинув під час виконання бойового завдання в складі підрозділу в Донецькій області . |
| 14701 ... 14703 |                  | Україна                                      | Військовослужбовці ЗС України. | 14 листопада 2023 | |
| 15 листопада    |                  |                                              | |                   | |
| 14704           |                  | Гринчишин Роман Ярославович                  | 12 травня 1995, с. Княжолука. Служив командиром відділення 1 кулеметного взводу роти вогневої підтримки 24 окремої механізованої бригади. | 15 листопада 2023 | Загинув 15 листопада 2023 року внаслідок обстрілу поблизу селища Шуми Донецької області. |
| 14705           |                  | Киченок Ігор                                 | 27 березня 1985, с. Данівка. Закінчив Данівську школу I-III ступенів, потім вступив до Козелецького технікуму ветеринарної медицини БНАУ, який закінчив у 2004 році та опанував спеціальність "фельдшер ветеринарної медицини". Довгий час працював за фахом у ТОВ "Данівське". До повномасштабного вторгнення працював на різних роботах у Києві. У травні 2023 року долучився до лав ЗС України. Був у складі одного з підрозділів військової частини А4010 на посаді стрільця-санітара. | 15 листопада 2023 | Загинув 15 листопада 2023 року під час виконання бойового завдання на Донеччині. Попрощалися та поховали військового на кладовищі села Данівка Козелецької громади . |
| 14706           |                  | Нагорний Анатолій Олександрович              | Голова Веселівського районного суду Запорізької області. Пішов на війну добровольцем на початку повномасштабного вторгнення, попри те, що був відряджений до Жовтневого суду м. Дніпра. | 15 листопада 2023 | Загинув на Куп'янському напрямку |
| 14707           |                  | Гусєв Євген                                  | 35 років, м. Сіверськодонецьк, Луганщина. До лав Збройних Сил України став із початком повномасштабного вторгнення Росії. Служив у 88 окремому батальйоні морської піхоти. | 15 листопада 2023 | Загинув 15 листопада 2023 року. У військового залишилися друзі й побратими . |
| 14708           |                  | Кучерук Вячеслав Васильович («Кучер»)        | 14.04.2001, с. Матейків. Молодший сержант. Проживав з мамою, бабусею, сестрою та племінником. Закінчивши в 2016 році Матейківську ЗОШ, вступив у Вінницький транспортний коледж на спеціальність «Залізничний транспорт». У 2021 - 2022 роках брав участь в АТО. Восени 2022 року Вячеслав вступив до Вінницького національного Аграрного університету на спеціальність «Агроінженерія». У серпні 2023 року за власним бажанням перевівся в 3ОШБр. Командир протитанкового відділення взводу вогневої підтримки 1 механізованої роти 1 механізованого батальйону | 15 листопада 2023 | Загинув поблизу населеного пункту Хромове Донецької області . |
| 14709           |                  | Ярош Максим Вікторович                       | 28 лютого 1998, м. Переяслав, Київська область. Добровільно призвався до лав ЗСУ 18 березня 2022 року. Брав участь в обороні Києва, Чернігівської області, Бахмуту, Кремінної, Купʼянську, а в вересні 2023 брав безпосередню участь у звільненні н.п. Андріівка. Заступник командира бойової машини, навіднику-оператору 1 механізованого відділення, 3 механізованого взводу, 1 механізованої роти, 1 механізованого батальйону військової частини А4638, 3 ОШБр, молодший сержант. | 15 листопада 2023 | Загинув в н.п. Хромове, Бахмутського району, Донецької області, під час виконання бойового завдання. Будучи тяжко пораненим, рятував своїх побратимів. Похований на Борисівському новому цвинтарі у Переяславі. Залишилися батьки, сестра, дружина та маленький син . |
| 14708           |                  | Криштопов Петро Миколайович                  | 24 травня 1978 Малаївці, Одеська областьСтарший солдат | 15 листопада 2023 | Загинув в бою за Кринки |
| 14709           |                  | Крилюк Ілля («Матрос»)                       | 31 рік, с. Просикуряни Чернівецької області. Закінчив школу в селищі Глибока. Здобув фах електрика у Чернівецькому вищому професійному училищі радіоелектроніки. У 2011 році був призваний на строкову військову службу. У 2014-му став на захист Батьківщини від російської агресії. Був учасником бойових дій у зоні АТО, воював на Луганщині, удостоївся численних нагород. З початком повномасштабного вторгнення чоловік повернувся до лав захисників. Служив у 14-ій штурмовій бригаді Національної гвардії України «Червона калина». Пройшов навчання в Україні та Великій Британії. Обіймав посаду головного сержанта взводу, молодший сержант. | 15 листопада 2023 | Загинув біля села Вербове Запорізької області. Похований в селі Слобідка Чернівецької області. На фасаді гімназії в селищі Глибока встановили меморіальну дошку. Залишилися батьки, брат, дружина і син 2017 р.н . |
| 14710 ... 14711 |                  | Україна                                      | Військовослужбовці ЗС України. | 15 листопада 2023 | |
| 16 листопада    |                  |                                              | |                   | |
| 14712           |                  | Глушко Роман Васильович                      | 29 листопада 1990, м. Галич. 26 жовтня 2022 року долучився до лав Збройних сил України. Воював у складі десантно-штурмового взводу. | 16 листопада 2023 | Загинув поблизу села Синьківка Куп’янського району. |
| 14713           |                  | Сіщук Василь                                 | 1994, Матеївці, Івано-Франківщина. | 16 листопада 2023 | Загинув біля Авдіївки на Донеччині |
| 14714           |                  | Дідок Андрій                                 | 31 січня 1980, м. Чернігів. Після закінчення школи №19 вступив до професійного училища №6, де навчався за спеціальністю "столяр-тесляр". Після закінчення училища працював за фахом. В травні 2023 року за власним бажанням вступив до лав Збройних Сил України. Служив у складі одного з підрозділів військової частини А1302 на посаді стрільця-санітара мотопіхотного відділення. Під час одного з боїв на східному напрямку отримав поранення, пройшов реабілітацію та повернувся до побратимів захищати Батьківщину. | 16 листопада 2023 | Загинув 16 листопада 2023 року під час виконання бойового завдання на Донеччині. Попрощалися з військовим у Чернігові в Катерининській церкві, поховали на кладовищі Яцево . |
| 14715           |                  | Приліпота В`ячеслав                          | 38 років, м. Жовті Води, закінчив школу № 8, потім училище, де здобув фах автослюсаря. Проходив строкову військову службу, отримав військову спеціальність "сапер". Працював на ТОВ "Восток-Руда", ПрАТ "Гарант Метиз Інвест", ТОВ "Хлібозавод". Із 2014 по 2015 роки брав участь в АТО, мав статус учасника бойових дій. Удруге пішов боронити Україну від російської збройної агресії 19 квітня 2022 року. | 16 листопада 2023 | 16 листопада 2023 року під час виконання бойового завдання військових загинув від осколкових поранень, отриманих унаслідок обстрілу з протитанкового гранатомету. |
| 14716           |                  | Дудка Віталій                                | Був старшим стрільцем-оператором десантно-штурмового взводу. | 16 листопада 2023 | Військовослужбовець помер 16 листопада у Військово-медичному клінічному центрі в Дніпрі. Похований в селі Низи на Сумщині . |
| 14717           |                  | Гарбуз Дмитро Юрійович                       | 9 липня 1989,м.Мерефа Харківська область. | 16 листопада 2023 | [ 172 ] |
|                 |                  | Стоянов Давид Ігорович                       | 24 роки, м. Южноукраїнськ. Навчався у "Криворізькому фаховому коледжі Національного авіаційного університету". У листопаді 2019 року за контрактом вступив до Національної Гвардії України у військову частину 3044. З початком повномасштабного вторгнення опанував професію сапера. | 16 листопада 2023 | Загинув 16 листопада у бою поблизу населеного пункту Мала Токмачка Запорізької області. Похований 21 листопада 2023 року в м. Южноукраїнськ . |
|                 |                  | Грицюк Олександр Костянтинович               | 47 років, с. Рудники, Волинь. Згодом здобув освіту будівельника. Проживав з родиною в місті Ківерці Волинської області. Служив в 110ОМБр на посаді механіка-водія. | 16 листопада 2023 | Потрапив в полон в квітні під Новобахмутівкою на Донеччині. Закатований в СІЗО-2 в місті Вязьма Смоленської області, вірогідно помер з голоду. Похований на Алеї Слави міського цвинтаря у Ківерцях. Залишилися мама, дружина, син, три брати, сестра та онук |
| 17 листопада    |                  |                                              | |                   | |
| 14718           |                  | Бойчук Андрій Михайлович                     | 1975, с. Завалля Коломийського району. З березня до серпня 2014 року брав участь в АТО. | 17 листопада 2023 | Помер у Калуській центральній лікарні |
| 14719           |                  | Меньшов Олександр («Таврік»)                 | 1977, м. Херсон. Навчався у школі №25 Навчався у ХДТУ з 1994 по 1999 роки на факультеті машинобудування та економіки підприємства. У шлюбі з 14 листопада 2003 р.Писав книги про історію Херсона, регіону, всієї України. Також був тренером у Національній скаутській організації для підлітків "Пласт". "Репринти незакінчених чернеток" — це було видання про окупацію Херсона німецькими військовими, про наше підпілля, про діяльність ОУН в Херсоні. До серпня 2022 живі під окупацією. Потім вступив в ЗСУ. | 17 листопада 2023 | Загинув під Кліщіївкою Бахмутського району внаслідок мінометного обстрілу. Похований на Сабарівському кладовищі Вінниччини. Залишились батьки, дружина, син і донька |
| 14720           |                  | Кравців Володимир                            | с. Залужани Дрогобицької громади. Став на захист України 16 березня 2022 року. Перебував на передових позиціях фронту у складі одного з підрозділів Нацгвардії. | 17 листопада 2023 | Загинув під час виконання бойового завдання на Запорізькому напрямку фронту |
| 14721           |                  | Вежбіцький Дмитро                            | 1 листопада 2000, с. Голосків Коломийського району. Служив у складі 5 окремої штурмової бригади. | 17 листопада 2023 | Зник безвісти поблизу села Кліщіївки Донецької області, гідно виконуючи свій військовий обов'язок 17 листопада 2023. Тіло повернули додому в січні 2024. Був єдиним сином у батьків |
| 14722           |                  | Добрий Валентин                              | Білозерка, Херсонської області. Був учасником Революції Гідності. На майдані спалив два водомети коктейлями молотова. Відвідав понад 42 країни світу: перетнув екватор і двічі подорожував Африкою. Працював розповсюджувачем літератури у видавництві «Український пріоритет». Після початку нової фази російсько-української війни пішов добровольцем до ЗСУ. Навчився тактичної медицини. Пройшов бойове хрещення в Соледарі, тримав з побратимами оборону Бахмуту. | 17 листопада 2023 | Загинув в результаті інтенсивних штурмових дій та артилерійського обстрілу . |
| 14723           |                  | Дибка Олександр Олександрович («Вій»)        | 11 квітня 1997. Старший солдат, розвідник батареї управління та артилерійської розвідки 30-ї окремої механізованої бригади. | 17 листопада 2023 | Загинув біля населеного пункту Васюківка Бахмутського району |
| 14724           |                  | Шингирій Віталій                             | 43 роки, с. Хаєнки на Чернігівщині. Закінчив тамтешню восьмирічну школу. Під час літніх канікул працював у колгоспі. Навчався в Ічнянському професійно-технічному училищі на тракториста. Потім служив в армії. Після демобілізації працював шофером у місцевому колгоспі, охоронником на аеродромі та сільськогосподарському підприємстві. 24 липня 2019 році підписав контракт на військову службу в 1-ій окремій танковій бригаді. Із перших днів повномасштабного вторгнення брав участь в обороні Чернігова. У березні 2022-го отримав важке поранення, після якого лікувався в Чернігові, потім – в Києві. | 17 листопада 2023 | [ 182 ] |
| 14725           |                  | Вельган Віктор                               | 3 жовтня 1988, с.Завадівка, де й закінчив місцеву школу. Навчався у Балинському вищому професійному училищі №36 за спеціальністю слюсар. Брав участь у боях під час АТО. Військову службу по мобілізації проходив у 2015-2017 роках. У 2018-2019 роках служив за контрактом. У 2022 році знову повернувся до лав ЗСУ, щоб боротися з російським агресором. | 17 листопада 2023 | Загинув під час обстрілу поблизу населеного пункту Північне Донецької області, отримавши поранення несумісне з життям |
| 14726           |                  | Ракул Андрій («Янтарь»)                      | 27 років, с. Шершенці Одеської області, 126ОБрТрО. | 17 листопада 2023 | Загинув в бою за Кринки |
|                 |                  | Козар Ярослав                                | 52 років, селище Чинадійово. | 17 листопада 2023 | Загинув поблизу населеного пункту Степове Покровського району Донецької області. Вважався зниклим безвісти . |
| 18 листопада    |                  |                                              | |                   | |
| 14727           |                  | Пришляк Андрій                               | Мешкав у Мостиській громаді. Чоловіка мобілізували до Збройних сил України у квітні 2023 року. Він став командиром 3 парашутно-десантного взводу. | 18 листопада 2023 | Загинув поблизу села Новоселівське Сватівського району Луганської області . |
| 14728           |                  | Вишаровський Денис                           | 35 років, м.Вінниця. Навчався у середній загальноосвітній школі №11, а старші класи закінчив – у 22-й. Окрім уроків, передбачених програмою, тут велику увагу приділяли вивченню військової справи. Захопившись нею, відразу після школи Денис пішов на строкову армійську службу. А коли повернувся, став працювати. До війни довгі роки був водієм інкасаторської машини у банківській установі. | 18 листопада 2023 | Загинув воїн невдовзі після свого 35-го дня народження на Запорізькому напрямку. |
| 14729           |                  | Павліченко Сергій Дмитрович                  | Був представником ультрас футбольного клубу "Динамо". Також був відомий і як колишній політв'язень часів Януковича, якого арештували у справі вбивства судді Зубкова. Сергія засудили о 13 років позбавлення волі, а його батька — Дмитра Павліченка — до довічного ув’язнення. авліченки належали до ультрас Динамо, тому фани київського клубу оголосили акцію "Свободу чесним" на підтримку ув’язнених. На кожному матчі киян фани вивішували банери із закликом: "свободу Павліченкам". Павліченки були звільнені у лютому 2014 року на виконання постанови Верховної Ради України "Про звільнення політв'язнів".Був бійцем 78 полку ДШВ. | 18 листопада 2023 | Загинув в районі села Вербове, Запорізької області |
| 14730           |                  | Шевченко Сергій                              | 26 років, м. Кропивницький. У 2016 році проходив строкову службу в Нацгвардії України. Після брав участь в антитерористичній операції в Луганській та Донецькій областях. Продовжив служити за контрактом у 79 бригаді десантно-штурмових військ. Влітку 2022 року уламки ворожого снаряда влучили Сергієві в шию. Після поранення пролікувався, і потім знову пішов воювати. Воював на Херсонському напрямку, Донецькому, він був на усіх напрямках. Служив на посаді номера обслуги розвідувального взводу. | 18 листопада 2023 | Загинув поблизу села Калинівка Донецької області від поранення внаслідок влучання протитанкової керованої ракети. Поховали бійця на Алеї слави на Далекосхідному кладовищі в Кропивницькому |
| 14731           |                  | Банул Кирило («Марк»)                        | 20 років, с. Давидівка Житомирської області. У 2018-му закінчив місцеву гімназію. Потім 2 роки навчався в Житомирському обласному ліцеї-інтернаті для обдарованих дітей. У 2020-му вступив до Київської національної академії внутрішніх справ. У січні 2023 року хлопець перевівся на заочну форму навчання, щоб стати на захист країни. Два місяці працював у Хорошівському управлінні відділення поліції. У березні приєднався до лав штурмового полку «Сафарі», що діє в складі Об’єднаної штурмової бригади Нацполіції «Лють». Пройшов навчання і став бойовим медиком. | 18 листопада 2023 | Загинув в районі селища Курдюмівка на Донеччині. Виходячи з поля бою, почув голос пораненого побратима та побіг до нього. В цей час ворог здійснив атаку з дрона. |
| 14732           |                  | Баранець Михайло Сергійович                  | 35 років, селище Дашів Вінницької області. Згодом переїхав з родиною на Київщину. Закінчив Уманське професійно-технічне училище. До вторгнення працював водієм на фірмі «Карат». До лав Збройних Сил України чоловіка мобілізували у липні 2023 року. Він пройшов навчання та приєднався до 110-ї окремої механізованої бригади імені генерал-хорунжого Марка Безручка. Обійняв посаду старшого механіка-водія і вирушив на передову, де через місяць і загинув. | 18 листопада 2023 | Загинув відбиваючи ворожий штурм міста Авдіївка на Донеччині |
| 14733           |                  | Шаповал Артур                                | 21 серпня 1990, м. Слов`янськ, Донецька область. У 2022 переїхав до Пирятина, де одружився з місцевою дівчиною. У лютому 2023 мобілізувався до ЗСУ. Отримав поранення 5 жовтня 2023 внаслідок ворожого артилерійського обстрілу позицій в районі села Кліщіївка Бахмутського району Донецької області. | 18 листопада 2023 | Помер 18 листопада 2023 року у військовому шпиталі міста Немирів Вінницької області |
| 14734           |                  | Банул Кирило Анатолійович                    | 07.05.2003. Пішов служити добровольцем в штурмову бригаду гвардії наступу «Лють» у складі полку «Сафарі» бойовим медиком. | 18 листопада 2023 | Загинув на Бахмутському напрямку |
| 14735           |                  | Погорілець Вадим                             | 1994, с. Ярославка. Був старшим лейтенантом 3-го відділу прикордонної служби. | 18 листопада 2023 | Загинув під час бойових дій у населеному пункті Новоєгорівка Луганської області |
| 19 листопада    |                  |                                              | |                   | |
| 14735           |                  | Дзюб'як Ігор Васильович                      | 30 років, с. П'ятниця Самбірський район Львівської області, проживав у Добромилі Самбірського району. Із початком повномасштабного російського вторгнення став на захист України від окупанта. Був стрільцем-помічником гранатометника 4-го десантно-штурмового відділення військової частини А0284 — 80-ї окремої десантно-штурмової бригади. | 19 листопада 2023 | Загинув на Бахмутському напрямку поблизу Кліщіївки. Зник безвісти 19 листопада 2023 року. Нагороджений орденом «За мужність» ІІІ ступеня (посмертно). |
| 14736           |                  | Павленко Ярослав В'ячеславович               | 34 роки. Житель міста Синельникове. Закінчив школу 5. В мирний час працював помічником машиніста електропоїзда. Був великим прихильником футболу. До лав збройних сил потрапив з 2014 р. Був учасником бойових дій у складі 25 аеромобільної бригади. Загинув під час виконання військового завдання у Покровському районі Донецької області. | 19 листопада 2023 | Загинув у Покровському районі Донецької області |
| 14737           |                  | Петренко Микола                              | Випускник фізичного факультету КНУ 2014 року. Був учасником подій на Майдані під час Революції Гідності. Опановував спеціальність «Експериментальна фізика». Ще студентом розпочав роботу в ІТ-сфері, де й продовжував працювати до тих пір, поки не став на захист Батьківщини. 16 грудня 2022 був мобілізований і склав присягу 25 грудня. Був командиром відділення мінометної групи. | 19 листопада 2023 | Загинув виконуючи бойове завдання під Новопрокопівкою |
| 14738           |                  | Медвєдєв Вадим («Бурий»)                     | 22 роки, с. Горигляди Тернопільської області. Навчався в місцевій загальноосвітній школі. Потім вступив в Коропецький ліцей з посиленою військово-фізичною підготовкою. Після закінчення навчання їздив працювати в Польщу. Згодом пішов на строкову військову службу. Під час повномасштабного російського вторгнення добровільно став на захист Батьківщини від ворога. Службу проходив у 65-ій окремій механізованій бригаді Збройних Сил України. Під час однієї з останніх відпусток освідчився коханій та мріяв створити родину, але так і не встиг. Старший солдат. | 19 листопада 2023 | Загинув в бою з окупантами біля села Роботине Запорізької області . |
| 14739           |                  | Лопушанський Олександр («Гурман»)            | 51 рік, Олександр Лопушанський для рідних та друзів просто Сан Санич, народився та виріс у Хмельницькому. Там же на відмінно закінчив академію прикордонних військ. З 1993 по 2005 рік служив у Подільському та Ізмаїльському прикордонних загонах, згодом на острові Зміїний. З травня 2022 року продовжував нести службу в 93-й механізованій бригаді «Холодний Яр». Після важкого поранення в Соледарі повернувся на фронт. За бойові заслуги нагороджений медалями та срібним хрестом. 19 листопада 2023 року загинув поблизу села Кліщіївка, що на Донеччині. Похований 26 листопада 2023 року на Подільському кладовищі. Майор. | 19 листопада 2023 | Загинув біля села Кліщіївка . |
| 14740 … 14741   |                  | Україна                                      | Військовослужбовці ЗС України. | 19 листопада 2023 | |
| 20 листопада    |                  |                                              | |                   | |
| 14742           |                  | Горбунов Андрій Юрійович                     | 16 лютого 2000 р.н., м. Жмеринка Вінницької області. Закінчив Жмеринський ліцей №4. Любов до кулінарії допомогла обрати майбутню професію: разом із братом Анатолієм закінчив Вінницький коледж та отримав спеціальність «Кухар». Андрій із братом до війни готували вишукані страви у вінницьких кафе та ресторанах. Так само пліч-о-пліч брати стали на захист України, коли ворог прийшов на нашу землю. За кілька місяців кухар, який жодного разу не тримав зброї в руках, вже проходив бойову підготовку разом із побратимами 80-ї ОДШБр. Став оператором роти вогневої підтримки 80-ої окремої десантно-штурмової бригади. Разом із побратимами звільняв тимчасово окуповані території на Запорізькому напрямку. 13 жовтня за віддану службу і захист Батьківщини отримав медаль «Незламним Героям російсько-української війни». | 20 листопада 2023 | Загинув в районі н.п. Мала Токмачка, Запорізької області. Похований на Алеї Героїв Жмеринського центрального кладовища. Нагороджений орденом «За мужність» ІІІ ступеня (посмертно). |
| 14743           |                  | Савельєв Сергій Володимирович                | 37 років, с. Строїнці. Житель селища Тиврів. Був водієм – номером обслуги. | 20 листопада 2023 | Загинув на Донеччині внаслідок ракетного обстрілу |
| 21 листопада    |                  |                                              | |                   | |
| 14747           |                  | Приходцов Олександр                          | Старший солдат. Був водієм кулеметного взводу. | 21 листопада 2023 | Помер 21 листопада 2023 року від травм в результаті аварії. Прощання відбулося в селі Коршачина на Сумщині |
| 14748           |                  | Клим Павло                                   | с. Сторонибаби Золочівського району. Був командиром розвідувального відділення розвідувального взводу розвідувальної роти. | 21 листопада 2023 | Загинув 21 листопада 2023 року під час виконання бойового завдання поблизу населеного пункту Вербове Пологівський район Запорізької області. |
| 14749           |                  | Конопля Дмитро                               | с. Жигалівка на Вінниччині. | 21 листопада 2023 | [ 81 ] |
| 14750           |                  | Пилипчак Олег Васильович                     | Молодший сержант, був бойовим медиком. | 21 листопада 2023 | Загинув внаслідок артилерійського мінометного обстрілу на Харківщині |
| 14751           |                  | Роздорожнюк Олександр Віталійович            | 8 червня 1982, с. Березна Хмільницької громади. Солдат | 21 листопада 2023 | Загинув під час виконання бойового завдання на Донеччині |
| 14752           |                  | Романюк Андрій-Назар                         | 13.11.2001, м. Львів. Розвідник-радіотелефоніст 15-ї бригади оперативного призначення імені Героя України лейтенанта Богдана Завади | 21 листопада 2023 | Залишилися мама, хрещені батьки |
| 14753 ... 14753 |                  | Україна                                      | Військовослужбовці ЗС України. | 21 листопада 2023 | |
| 22 листопада    |                  |                                              | |                   | |
| 14754           |                  | Попов Олександр                              | 1985. Із 2005 року працював телеоператором у Миколаївській обласній до 2019-го року. У квітні 2023 року його призвали до лав Збройних Сил України. Навчався на мінометника, а вже у вересні, у першому бою на Донбасі, отримав поранення. Після реабілітації повернувся на фронт. | 22 листопада 2023 | Загинув на фронті поблизу Куп'янська на Харківщині |
| 14755           |                  | Степанків Василь Петрович                    | 29 січня 1998, с. Лучківці Золочівського району Львівської області. У 2019 році підписав контракт зі Збройними Силами України. Воїн проходив військову службу у 80-тій окремій десантно-штурмовій бригаді Десантно-штурмових військ Збройних сил України. Був старшим сержантом. | 22 листопада 2023 | Помер від численних поранень, які отримав під час служби. Похований 23 листопада 2023 року в рідному селі. |
| 14756           |                  | Лагода Євген Ігорович («Жека»)               | 27 грудня 1978. Брав участь в обороні Києва. Продовжив свій бойовий шлях у складі батальйону «Свобода», коли підрозділ став частиною Національної Гвардії. Пройшов виснажливі бої у Сіверськодонецьку та під Бахмутом. Був поранений, але після лікування повернувся у стрій. | 22 листопада 2023 | Прощання відбулося 1 грудня на Лісовому кладовищі в Києві |
| 14757           |                  | Алексюк Володимир                            | 52 роки, м. Городок. Захищав Україну впродовж восьми років. Був заступником командира бойової машини, навідником-оператора 128 гірсько-штурмової бригади. | 22 листопада 2023 | Військовий загинув 22 листопада в районі села Малі Щербаки Запорізької області . |
| 14758           |                  | Яцишин Артур Романович («Мінотавр»)          | 29.12.1998, с. Юрківці | 22 листопада 2023 | Загинув в районі населеного пункту Хромове. |
| 14759           |                  | Пельтек Едуард Іванович                      | 1 грудня 1991, с. Василівка Болградського району Одеської області. Навчався в Болградській ЗОШ №3. В червні 2023 року мобілізований до складу 25 ОПДБр де став медиком другого штурмового взводу 3 штурмової роти. | 22 листопада 2023 | Загинув в районі населеного пункту Степове Донецької області в результаті мінометного обстрілу позицій. Похований 1 грудня 2023 року в м. Болград. |
| 14760           |                  | Карвацький Володимир                         | 8 лютого 1973. Служив у взводі технічного забезпечення третього механізованого батальйону 65 окремої механізованої бригади. За бойові заслуги його нагородили відзнакою "Козацький хрест". | 22 листопада 2023 | Загинув під час бойового завдання поблизу села Роботине Пологівського району Запорізької області. Евакуйовував пораненого побратима, проте сам отримав смертельне поранення. Похований на Алеї героїв на міському кладовищі у Тлумачі . |
| 14761           |                  | Пельтек Едуард Іванович                      | 1 грудня 1991, с. Василівка. Все життя прожив разом з родиною в Болграді, тут закінчив третю школу. Після отримання освіти чоловік поїхав з міста в Одесу, а згодом облаштував життя у Львові. Одружився та разом з дружиною виховував доньку. До мобілізації працював адміністратором в барбершопі. В червні 2023 отримав повістку та став бойовим медиком другого штурмового взводу 3 штурмової роти 25 ОШБ в/ч А4640. | 22 листопада 2023 | Загинув в районі населеного пункту Степове Донецької області в результаті мінометного та танкового обстрілу |
| 14762 … 14763   |                  | Україна                                      | Військовослужбовці ЗС України. | 22 листопада 2023 | |
| 23 листопада    |                  |                                              | |                   | |
| 14764           |                  | Угринюк Михайло Петрович («Митник»)          | 12 травня 1967, селище Кути, Прикарпаття. Підполковник митної служби. Мешкав з сім`єю на Львівщині. Пішов воювати добровольцем. Служив у 14 окремому полку Збройних Сил України. Отримав поранення та контузію, але згодом повернувся на фронт. | 23 листопада 2023 | Загинув під Авдіївкою. |
| 14765           |                  | Гуль Ігор Володимирович («Каспар»)           | 22 жовтня 1983, м. Львів. З початком повномасштабного вторгнення добровільно вступив до лав 125-ї окремої бригади територіальної оборони регіонального управління "Захід" ТрО ЗСУ. Боронив територіальну цілісність та суверенітет держави на території Донецької та Харківської областей. Попри проблеми зі здоров'ям, яке погіршилось за час війни, мав один із найвищих показників виходів на позиції та старанно навчав нових бійців. Добровільно зголошувався на виконання бойових завдань | 23 листопада 2023 | Загинув Ігор Гуль 23 листопада 2023 року під час виконання службових обов'язків . |
| 14766           |                  | Вонітовий Ростислав Володимирович            | 3 квітня 2002, 21 рік, с. Яблунів. | 23 листопада 2023 | Загинув поблизу населеного пункту Кліщіївка |
| 14767           |                  | Вишаровський Дений Валерійович               | м. Вінниця | 23 листопада 2023 | [ 81 ] |
| 14768           |                  | Янків Роман Ярославович                      | 21 лютого 1972, с. Верхній Струтинь Калуського району Івано-Франківської області. Навідник 3-го штурмового відділення військової частини А4640. | 23 листопада 2023 | Загинув у районі населеного пункту Авдіївка, що на Донеччині. Під час наступальних дій при зіткненні з ворогом в результаті артилерійсько-мінометного обстрілу, отримав поранення несумісні з життям . |
| 14769           |                  | Васильковський Валентин                      | с. Вишнів Волинської області. Жив із родиною в селі Зоряне. Здобув середню спеціальну освіту за фахом маляра-штукатура-плиточника. Працював на підприємстві за спеціальністю, також їздив на сезонні роботи за кордон. Під час повномасштабної війни чоловік воював у лавах 71-ї окремої єгерської бригади Десантно-штурмових військ ЗСУ. Був старшим бойовим медиком. Був нагороджений медаллю «За службу та звитягу» ІІІ ступеня, грамотою за старанність, зразкове виконання службових обов'язків, проявлену мужність, високу професійну майстерність та з нагоди Дня сержанта ЗСУ. | 23 листопада 2023 | Загинув поблизу села Роботине Запорізької області. Отримав смертельні осколкові поранення внаслідок влучання дрона. Похований в селі Заброди на Волині. Залишилися дружина, дві доньки, вітчим, сестра та брат |
| 14770 ... 14771 |                  | Україна                                      | Військовослужбовці ЗС України. | 23 листопада 2023 | |
| 24 листопада    |                  |                                              | |                   | |
| 14772           |                  | Вельможний Вячеслав Юрійович («Сява»)        | 2.12.1997, м. Харків. | 24 листопада 2023 | Загинув під час виконання бойового завдання поблизу н.п. Хромово Донецька область. |
| 14773           |                  | Шляховчук Василь Миколайович («Шляхта»)      | 47 років, с. Колесники Рівненської області. Після закінчення 9 класів здобув середню професійну освіту за спеціальністю столяра. Потім пройшов строкову службу в ЗСУ. Після закінчення служби працював в лісництві та на будівництвах. У 2015 році був мобілізований до ЗСУ та воював в АТО. Службу проходив у 36-й окремій бригаді морської піхоти, потім – у 128-ій окремій гірсько-штурмовій. Згодом обрав 14-ту окрему механізовану бригаду, де і служив за контрактом до повномасштабного вторгнення. Обіймав посаду старшого стрільця. З 24 лютого 2022-го продовжував разом із побратимами захищати Україну від окупантів. За час військової служби військовий був нагороджений відзнаками «За участь в антитерористичній операції», «Учасник АТО», «Морська піхота України», «Ветеран війни – Учасник бойових дій», відзнакою командира 14-ї ОМБр, пам’ятною відзнакою «Князівський хрест Героя «Навіки в строю» (посмертно). Старший солдат.                                                                | 24 листопада 2023 | Загинув виконуючи бойове завдання в районі села Синьківка Харківської області. Отримав смертельні поранення внаслідок ворожого артилерійського обстрілу . |
| 14774           |                  | Галат Олександр Дмитрович («Тихий»)          | 9 лютого 1993, м. Полонне. Старший сержант. | 24 листопада 2023 | Загинув біля с. Вербове Пологівського району Запорізької області . |
| 14775 ... 14777 |                  | Україна                                      | Військовослужбовці ЗС України. | 24 листопада 2023 | |
| 25 листопада    |                  |                                              | |                   | |
| 14778           |                  | Барда Ярослав Михайлович                     | 21.01.1992, с. Чернятин. Командир мінометного взводу 5 батальйону оперативного призначення військової частини 3028, старший сержант. | 25 листопада 2023 | [ 213 ] |
| 14779 ... 14783 |                  | Україна                                      | Військовослужбовці ЗС України. | 25 листопада 2023 | |
| 26 листопада    |                  |                                              | |                   | |
|                 |                  |                                              | |                   | |
| 14784           |                  | Мищинка Руслан                               | 13 жовтня 1984, с. Жупани на Сколівщині у багатодітній родині (8 братів та 3 сестри). В 2011 році одружився та проживав з сім'єю у с. Йосиповичі. Виховував доньку та сина. У квітні 2023 року був призваний на військову службу. Був стрільцем-помічником гранатометника десантно-штурмового взводу військової частини. Рідний брат Руслана — Роман Мущинка теж загинув на фронті у червні 2023 року. | 26 листопада 2023 | Загинув 26 листопада 2023 року під час виконання бойового завдання поблизу населеного пункту Синьківка Куп'янського району на Харківщині. Похований 1 грудня 2023 року в с. Йосиповичі поруч із братом. |
| 14785           |                  | Онищенко Максим («Сідней»)                   | 26 грудня 1988. Був розвідником. Мобілізувався в червні 2023. | 26 листопада 2023 | Вважався зниклим безвісти з 3 грудня 2023. Смерть підтверджена 5 лютого 2024 |
| 14786 … 14790   |                  | Україна                                      | Військовослужбовці ЗС України. | 26 листопада 2023 | |
| 27 листопада    |                  |                                              | |                   | |
| 14791           |                  | Фоміних Анатолій Юрійович («Фома»)           | 51 рік, проживав в місті Київ. У ньому текли дві крові – гаряча грузинська й завзята українська, козацька. У 4 роки переїхав з родиною до України. Спочатку – до Конотопа на Сумщині, за два роки – до селища Калита Київської області, де провів дитинство. Героїчно захищав Україну ще з 2014 року, служивши капеланом. Багатодітній тато, який завжди з любов'ю розповідав про своїх дітей, показував фото і завжди з гордістю мовив, що має найкращу дружину. Він був світлою людиною, з вірою в серці, любов'ю до людей та всього живого. З початку повномасштабного вторгнення вступив до лав територіальної оборони, а далі вже до 242-го окремого батальйону територіальної оборони 241-ї окремої бригади територіальної оборони. Мав право відмовитися, маючи багатодітну сім'ю, проте пішов до ЗСУ добровольцем. Серед військовослужбовців підрозділу користувався авторитетом та повагою. Не раз ризикував життям під час виконання бойових завдань. Усі сподівалися на його повернення живим і здоровим. | 27 листопада 2023 | Під час виконання бойового завдання у н.п. Іванівське Бахмутського району Донецької області, при ворожому штурмі позиції "Сірко" отримав поранення несумісні з життям. Похований на кладовищі села Лісовичі Вишгородського району Київської області |
| 14792           |                  | Гончарук Дмитро Андрійович                   | 1999, Козятинська громада | 27 листопада 2023 | [ 81 ] |
| 28 листопада    |                  |                                              | |                   | |
| 14797           |                  | Чайковський Андрій                           | 12 лютого 1973, м. Львів. Навчався у Ліцеї № 51 імені Івана Франка Львівської міської ради. Здобував освіту у колишньому Середньому професійно-технічному училищі № 32. Після завершення навчання проходив строкову військову службу у місті Золочів. Протягом 2014—2015 років виконував бойові завдання у зоні проведення АТО у складі 80-ї окремої десантно-штурмової Галицької бригади Десантно-штурмових військ Збройних Сил України. Після повернення до цивільного життя працював вантажником у Товаристві з обмеженою відповідальністю «Мізол». Із перших днів повномасштабного вторгнення добровольцем став на захист Батьківщини до лав територіальної оборони. Боронив суверенітет держави у складі 103-ї окремої бригади територіальної оборони Сил територіальної оборони Збройних Сил України на Полтавщині, Сумщині, Харківщині, Донеччині та на території Запорізької області. | 28 листопада 2023 | Загинув від рук російських окупантів, захищаючи Україну. Похований 5 грудня 2023 року на Личаківському цвинтарі у Львові. |
| 14798           |                  | Череда Олександр Вікторович                  | 48 років. До повномасштабної війни він майже 10 років працював муляром у компанії "Житлобуд", а останні 3-4 роки був бригадиром. Поїхав на фронт 9 липня 2022 року. Спочатку брати-добровольці служили на Донеччині в одній автомобільній роті, а потім перевелися до 109-ї бригади тероборони й потрапили на "нуль". | 28 листопада 2023 | Загинув разом з братом поблизу Горлівки Донецької області |
| 14799           |                  | Череда Валерій Вікторович                    | 52 роки. У перший день повномасштабної війни Валерій повернувся до України із заробітків у Чехії. За день до загибелі чоловік привітав Світлану з днем народження й надіслав свою останню фотографію. | 28 листопада 2023 | Загинув разом з братом поблизу Горлівки Донецької області |
| 14800           |                  | Руснак Руслан                                | 28 років, селище Горностаївка на Херсонщині. У 2015-2017 роках служив в АТО. Після служби був різноробочим: працював на будівництві, допомагав по господарству, на полі. 20 листопада 2023 року окупанти затримали 28-річного Руслана Руснака в селищі Горностаївка на Херсонщині. Його звинуватили в переданні ЗСУ інформації про розташування ворожих військ. А вже 28 листопада рідним повідомили про його смерть. | 28 листопада 2023 | 28 листопада повідомили, що в нього відкрилася кровотеча через виразку і він помер. Однак Руслан ніколи не скаржився на проблеми зі шлунком. Як нам розповіли очевидці, російські солдати, щоб змусити людей говорити, практикують заливання оцту в ротову порожнину. Припускається, що це могли зробити і з Русланом. Коли показали його тіло, в нього були сині, зранені руки. Рот був відкритий, очі також. Обличчя заклякло у гримасі страху. 28 листопада 2023 Руслана швидко, без додаткового слідства, поховали на місцевому цвинтарі |
| 14801           |                  | Найда Василь Дмитрович («Бумер»)             | 20 березня 1975, м. Глибока, Чернівецька область. Молодший сержант ВЧ А4722, командир мінометного розрахунку. До повномасштабного вторгнення 14 років проживав в Італії. 26 лютого повернувся в Україну, 2 березня долучився до лав ЗСУ. В Козачій Лопані на Харківщині отримав перше поранення в стегно. | 28 листопада 2023 | 17 липня 2023 отримав важке поранення в голову і 5 місяців боровся за життя. Лікувався в Києві, Тернополі та Львові. 21 листопада мав серцевий напад. Помер в лікарні Св. Пантелеймона у Львові |
| 14802           |                  | Нарадовський Олег                            | 49 років, с. Іванківці Житомирської області. Закінчив Стрижівську середню школу. Середню спеціальну освіту здобув у Любарському професійно-технічному училищі. У 1992 році пішов на строкову службу в армію. Після повернення влаштувався в колгосп. Загалом упродовж життя працював у сфері сільського господарства. 17 листопада 2022 року чоловік був призваний до лав Збройних Сил України. Службу проходив у 43-му окремому стрілецькому батальйоні, де обіймав посаду старшого навідника. У серпні 2023 року був нагороджений відзнакою Головнокомандувача ЗСУ «Золотий хрест». | 28 листопада 2023 | Загинув під час виконання бойового завдання поблизу міста Часів Яр Донецької області . |
| 14803           |                  | Буткевич Антон Андрійович («Марлі»)          | 8 лютого 1999. Старший солдат, кулеметник стрілецького відділення 3-го стрілецького взводу 2-ї стрілецької роти в/ч А4049, 44ОСБ. Розпочав свій бойовий шлях ще в 2019 році в лавах Національної Гвардії України. В період з 2019 року по весну 2021 року брав активну і безпосередню участь у здійсненні заходів по забезпеченню національної безпеки і оборони, відсічі і стримуванню збройної агресії росії в Донецькій та Луганській областях. | 28 листопада 2023 | Загинув 28 листопада 2023 року, виконуючи бойове завдання, поблизу населеного пункту Терни, Донецької області |
|                 |                  | Демідов В`ячеслав                            | 17 липня 1984, Новорайська громада. Стрілець-гранатометник десантно-штурмового відділення батальйону морської піхоти | 28 листопада 2023 | Загинув поблизу населеного пункту Кринки Херсонської області . |
|                 |                  | Атаманенко Олег Віталійович («Отіс»)         | 15 липня 1978, с. Бишів, Фастівський район, Київська область. У 1995 році закінчив Бишівську середню школу. 1999 році отримав вищу освіту, закінчивши Інститут ринкових відносин та підприємництва. 18 березня 2014 року був призваний до лав 72 ОМБр імені Чорних Запоріжців, оператором навідником БМП-2 окремої роти розвідки. Із квітня 2014 року брав безпосередню участь в антитерористичній операції на Донеччині. Демобілізувався в березні 2015-го. З 2022 року знову служив в 72ОМБр. В грудні 2022 перевівся в 47ОМБр. Пройшов навчання в Німеччині на навідника М2А2 Bradley | 28 листопада 2023 | Загинув від ворожого удару FPV дрону на північ від Авдіївки |
|                 |                  | Бондаренко Володимир Володимирович           | 29.09.1985. 2 БОП,взводу аеророзвідки ,військової частини 3028, солдат. | 28 листопада 2023 | Загинув під час виконання бойового завдання в с.Вербове Пологівського району, Запорізької області. |
| 29 листопада    |                  |                                              | |                   | |
| 14804           |                  | Іванічкін Олександр                          | 21 вересня 1975, м. Львів. Навчався у Ліцеї № 45 Львівської міської ради. Після закінчення школи проходив строкову військову службу у місті Яворів Львівської області. Із 1999 року проживав у Італії, де працював на меблевій фабриці. Із початком повномасштабного вторгнення російської федерації повернувся на Батьківщину та добровольцем вступив до лав Збройних Сил України. Боронив територіальну цілісність та суверенітет держави на східному напрямку у складі 5-ї окремої штурмової Київської бригади оперативного командування «Північ» Сухопутних військ Збройних Сил України. | 29 листопада 2023 | Загинув від рук російських окупантів, захищаючи Україну. Похований 6 грудня 2023 року на Личаківському цвинтарі у Львові. |
| 14805           |                  | Цицюра Володимир Володимирович               | 20 жовтня 1993, м.Мерефа, Харківська область | 29 листопада 2023 | [ 227 ] |
| 14806           |                  | Воронін Владислав Валерійович («Вудсток»)    | 28 років, м. Дніпро. Заступник командира роти, старший лейтенант. Навчався в Українському державному університеті науки і технологій та на кафедрі права в університеті імені Альфреда Нобеля. Після початку повномасштабного вторгнення у березні 2022 року мобілізований до лав ЗСУ. Захоплювався фестивалем Faine Misto, відповідав за створення квестів на фестивалі. На фестивалі познайомився зі своєю майбутньою дружиною Вікторією, з якою одружився у травні 2023 року. Через війну у 2023 не зміг долучитися до фестивалю. Замість нього над створенням квестів працював його рідний брат Роман. | 29 листопада 2023 | Загинув біля селища Степове Донецької області від ворожого танкового та артилерійського вогню. Похований 27 грудня 2023 на кладовищі на ж/м Лівобережному-3 . |
| 14807           |                  | Гаврилюк Сергій Юрійович («Кок»)             | м. Львів. Дитинство провів на Прикарпатті, згодом жив на Яворівщині,, де створив сімʼю. Тут почав займатися підприємницькою діяльністю, брати активну участь у житті міста. Грав у складі хокейного клубу «Явір» Яворів. Під час повномасштабного вторгнення став до лав 63-ї бригади. Мав посаду гранатометника. | 29 листопада 2023 | Загинув під час штурмових дій противника на Луганщині |
| 14808           |                  | Литвин Тарас                                 | 5.09.1991, м. Львів. Навчався у Миклашівському навчально-виховному комплексі «Загальноосвітній навчальний заклад І-ІІІ ступенів - дошкільний навчальний заклад». Згодом здобув освіту у приватному закладі «Молодіжний навчальний центр імені святого Івана Боско». Після завершення навчання працював у сфері надання послуг з охорони власності у місті Львові, впродовж певного періоду перебував за кордоном. Із початком повномасштабного вторгнення російської федерації став на захист Батьківщини від загарбників. Боронив суверенітет та територіальну цілісність України на південному напрямку у лавах 117-ї окремої механізованої бригади. | 29 листопада 2023 | Залишилися батьки, сестра, племінниця та кохана дівчина. Похорон відбувся 23 вересня 2024 у Львові |
| 14809 ... 14815 |                  | Україна                                      | Військовослужбовці ЗС України. |                   | |
| 30 листопада    |                  |                                              | |                   | |
| 14816           |                  | Жмаков Денис Олександрович                   | 1997, м. Черкаси. Навчався до 9 класу в Шполянській школі-інтернаті, потім у Смілянському центрі підготовки і перепідготовки робітничих кадрів здобув фах маляра, штукатура, плиточника. Перебував на військовій службі був із листопада 2021 року — спочатку здобув спеціальність кінолога, а з часом — снайпера. Служив сержантом у Державній прикордонній службі України. У 2023 вступив до Черкаського національного університету ім. Б. Хмельницького на заочну форму навчання за спеціальністю «Агрономія». | 30 листопада 2023 | Наприкінці листопада, виконуючи бойове завдання в Куп'янському районі на Харківщині, отримав важке поранення. Пішов з життя в госпіталі внаслідок отриманих поранень.Похований у м. Байбузи Черкаського району |
| 14817           |                  | Семчук Микола Васильович («Святий»)          | 21 липня 2004, Верховина, Прикарпаття. У липні 2023 року добровольцем вступив у лави полку "Азов". Проходив військовий вишкіл у Києві. Старший солдат, кулеметник бронеавтомобіля 3-го батальйону бригади АЗОВ. | 30 листопада 2023 | Загинув поблизу села Діброва Луганської області . |
| 14818           |                  | Засядько Микита                              | 29 червня 2005, Харківська область. З юних років захопився спортом. У жовтні 2013 року почав займатися плаванням на базі МК СДЮСШОР Я. Клочкової. Був переможцем та призером на чемпіонатах України серед юніорів у 2020-му і 2021 році. Став майстром спорту України з плавання. 29 червня 2023 року йому виповнилося 18, а вже у липні хлопець став на захист української держави у лавах 12-ої бригади спеціального призначення НГУ «Азов». Обійняв посаду навідника-оператора та вирушив виконувати бойові завдання на передову. | 30 листопада 2023 | Загинув під час виконання бойового завдання в районі села Діброва Луганської області. Тіло змогли забрати лише 3 грудня 2023. Його похорон на Алеї Героїв пройшов на цвинтарі №18 . |
| 14819           |                  | Рудніцький Петро                             | с. Корсів Золочівського району. У січні 2023 року став до лав ЗСУ. Був оператором-топогеодезистом відділення самохідного артилерійського дивізіону. | 30 листопада 2023 | Загинув 30 листопада 2023 року у боях на території Запорізької області . |
| 14820           |                  | Крутой Роман                                 | 1988, с. Острів Червоноградської громади. Із початком повномасштабного вторгнення рф добровольцем став на захист Батьківщини. Проходив службу у вч А4773. Загинув 30 листопада 2023 року у бою на Донеччині. | 30 листопада 2023 | Загинув 30 листопада 2023 року у бою на Донеччині . |
| 14821           |                  | Діденко Дмитро                               | 3 січня 1995. У червня 2023 мобілізувався до війська. Служив стрільцем-помічником гранатометника у 60-й окремій механізованій бригаді ЗСУ. | 30 листопада 2023 | Загинув під час другого бойового завдання поблизу села Лиман Перший Харківської області |
| 14822           |                  | Калиниченко Олександр Анатолійович           | 18 травня 1966. Закінчив Київський інститут фізичної культури. Дворазовий призер чемпіонатів світу з веслування на каное. Захищав Київ. Після контузії продовжив боронити нашу країну на Куп’янському та Запорізькому напрямках. | 30 листопада 2023 | Зник безвісти під час виконання бойового завдання під Бахмутом. Загибель підтверджена в травні 2025 |
| 14823 … 14850   |                  | Україна                                      | Військовослужбовці ЗС України. | 30 листопада 2023 | |
|                 |                  |                                              | |                   | |